# Сичэн
Сичэ́н (кит. упр. 西城, пиньинь Xīchéng, буквально: «Западный город») — центральный район Пекина, столицы КНР.
Район занимает западную часть старого города (внутри Второй кольцевой дороги Пекина). Здесь расположены штаб-квартиры ЦК КПК, Всекитайского собрания народных представителей, Госсовета КНР, Всекитайского комитета Народного политического консультативного совета Китая и других главных партийных и государственных органов. На территории района находятся известный торговый район Сидань, Финансовая улица (Цзиньжун-стрит), парк Бэйхай, правительственный район Чжуннаньхай и другие достопримечательности.

## География

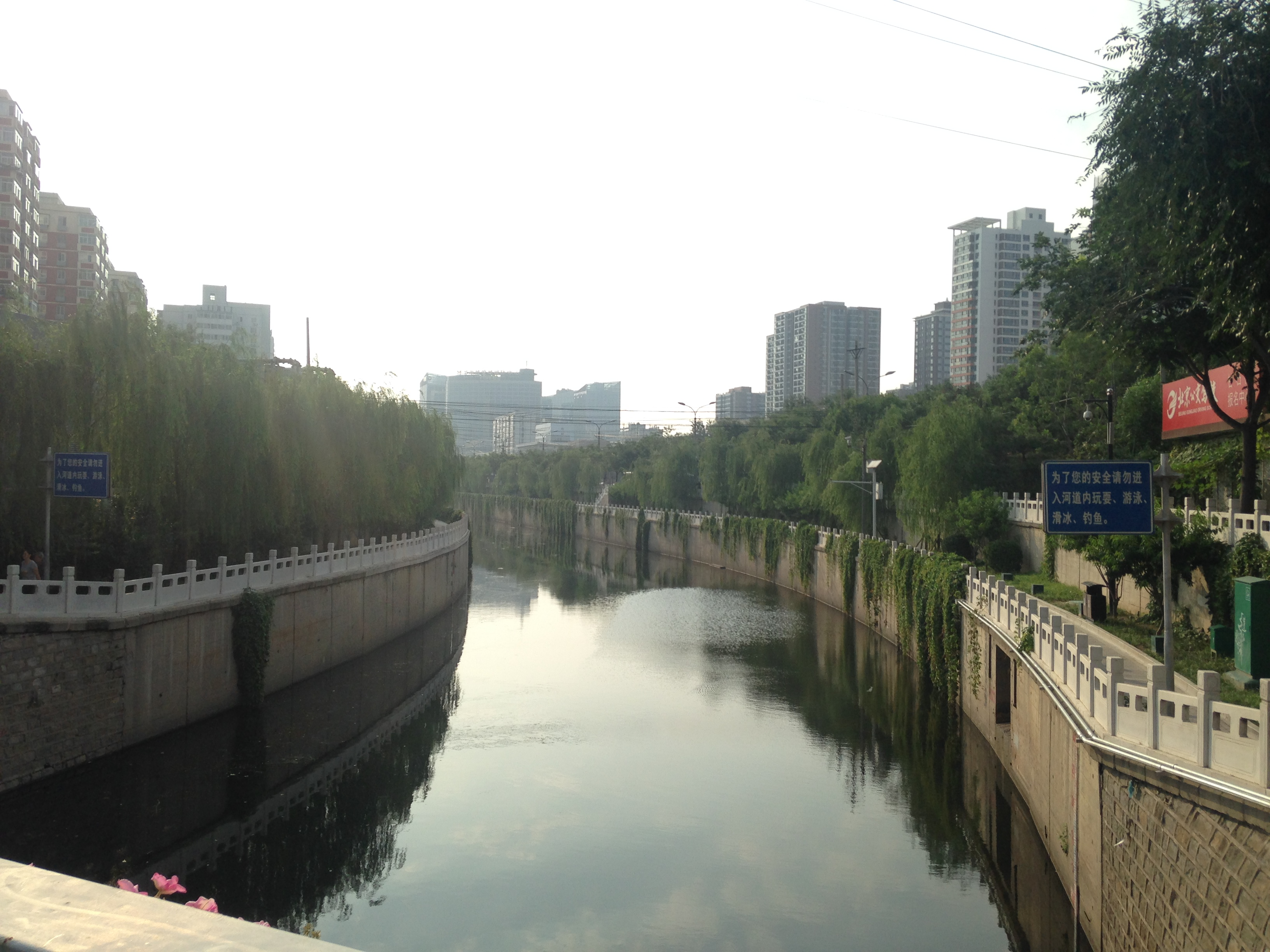
Река Ляньхуа

Район Сичэн расположен в центральной части Пекина. С востока он граничит с районом Дунчэн (вместе они образуют старый город Пекина), с юга — с районом Фынтай, с запада и северо-запада — с районом Хайдянь, с севера — с районом Чаоян.
На территории района имеется несколько рек, каналов и озёр. В северной части Сичэна протекает река Наньчан, в юго-западной части — река Ляньхуа, в западной части — отводящий канал реки Юндин, в северо-восточной и восточной части района расположена цепочка озёр — Сихай, Хоухай, Цяньхай, Среднее и Южное. На тих озёрах имеется несколько искусственных островков.
С начала 2000-х годов в районе проводились масштабные работы по сносу ветхих зданий, переносу старых фабрик и озеленению урбанизированной территории. В рамках борьбы со смогом в 2017 году все дома и предприятия Сичэна были переведены с угля на газовое отопление.

## История

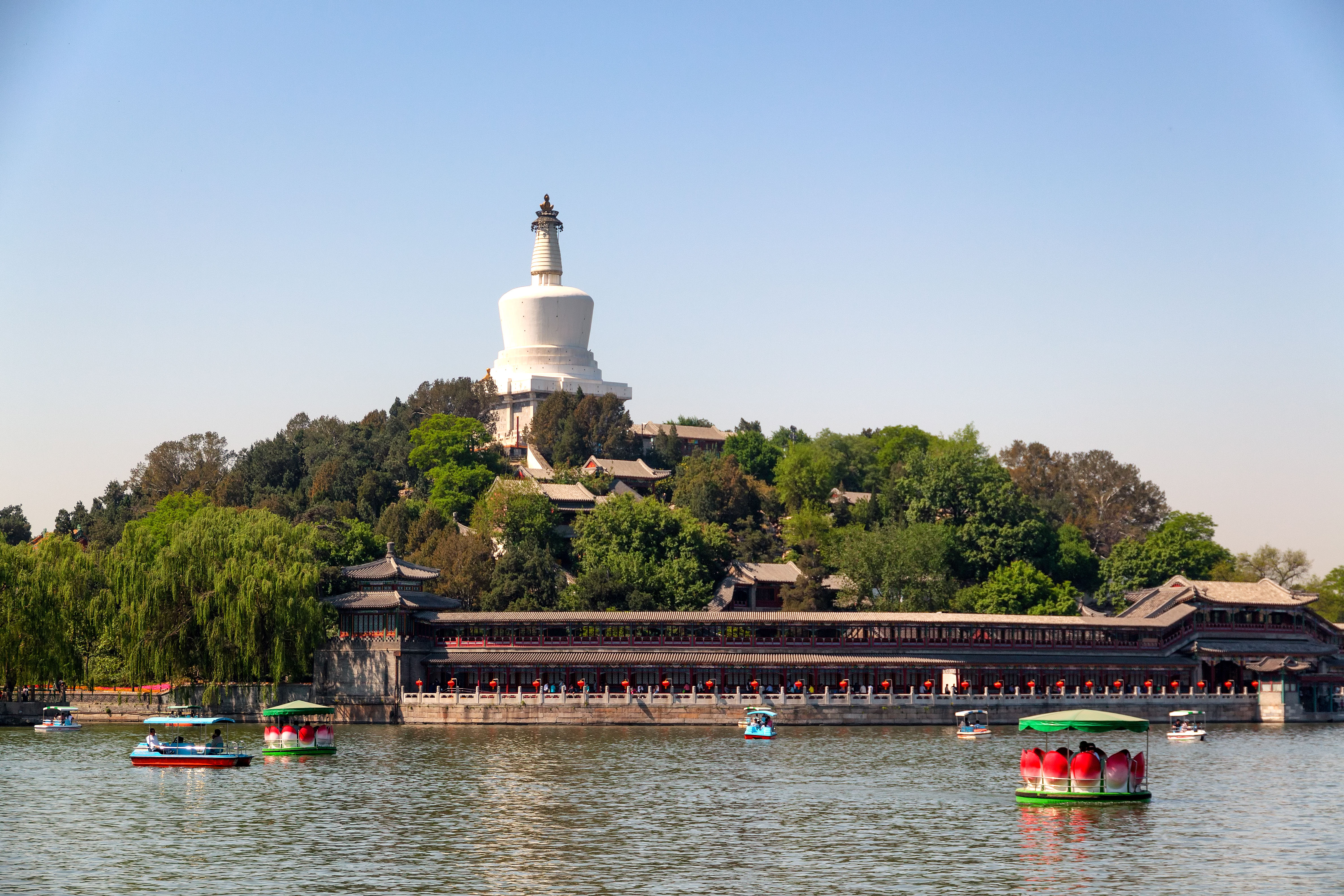
Белая ступа в парке Бэйхай

До Синьхайской революции на территории современного района Сичэн жило много придворных и аристократов. 18 апреля 1950 года Госсовет КНР принял решение о разделении территории Пекина на 16 районов, из которых на территории современного Сичэна находились 2-й район, западные части 4-го и 5-го районов, а также части территории 13-го и 14-го районов.
В сентябре 1952 года городское правительство Пекина вновь изменило административное деление города, переименовав 2-й район в район Сидань (西单区), а 4-й район — в район Сисы (西四区); также на территории современного Сичэна оказались части нынешних районов Хайдянь и Цяньмэнь. В мае 1958 года районы Сидань и Сисы были объединены в новый район — Сичэн.
В конце 1970-х годов Сичэн стал одним из центров Пекинской весны, именно здесь находилась знаменитая Стена демократии. В июле 2010 года к району Сичэн был присоединён район Сюаньу.

## Население

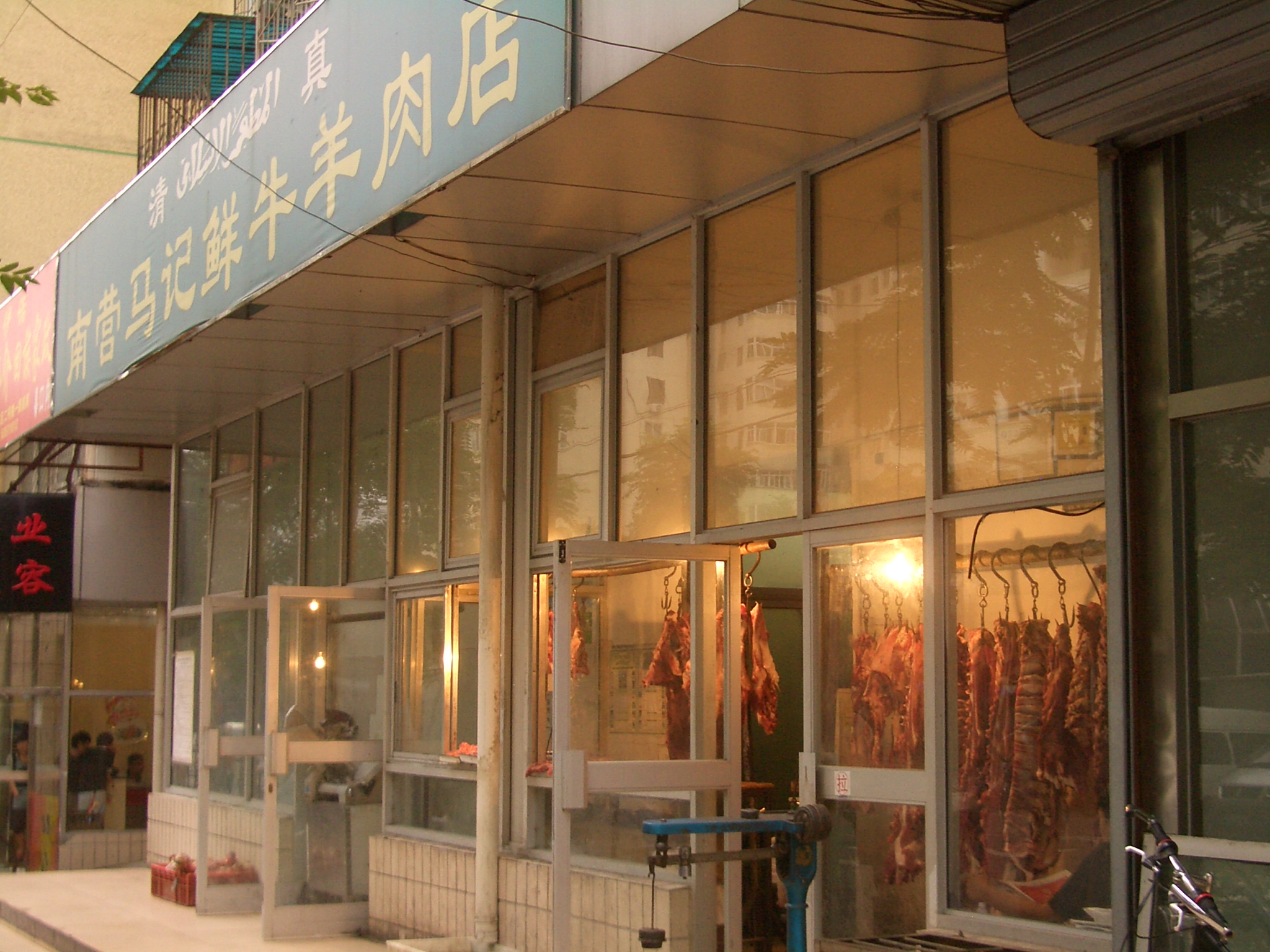
Халяльный мясной магазин в Нюцзэ

Во времена империи Цин на территории современного Сичэна, который примыкает к Запретному городу, жило много представителей маньчжурской и монгольской знати.
Сегодня подавляющее большинство жителей Сичэна составляют ханьцы, говорящие на пекинском диалекте. Заметную прослойку населения района составляют хуэй и уйгуры, которые имеют в районе Нюцзэ свою школу, мечеть, больницу,
халяльные магазины и рестораны.
Власти Пекина с 2014 года искусственно сдерживают рост населения, а в центральной части города, включая Сичэн, даже сокращают численность постоянных жителей. Среди основных мер — закрытие оптовых рынков, вывод за пределы района некоторых учебных, медицинских и административных учреждений, запрет на добавление новых коек в больницах и джентрификация старых хутунов. Сичэн занимает второе место в Пекине, после Дунчэна, по стоимости аренды жилья.

## Административное деление

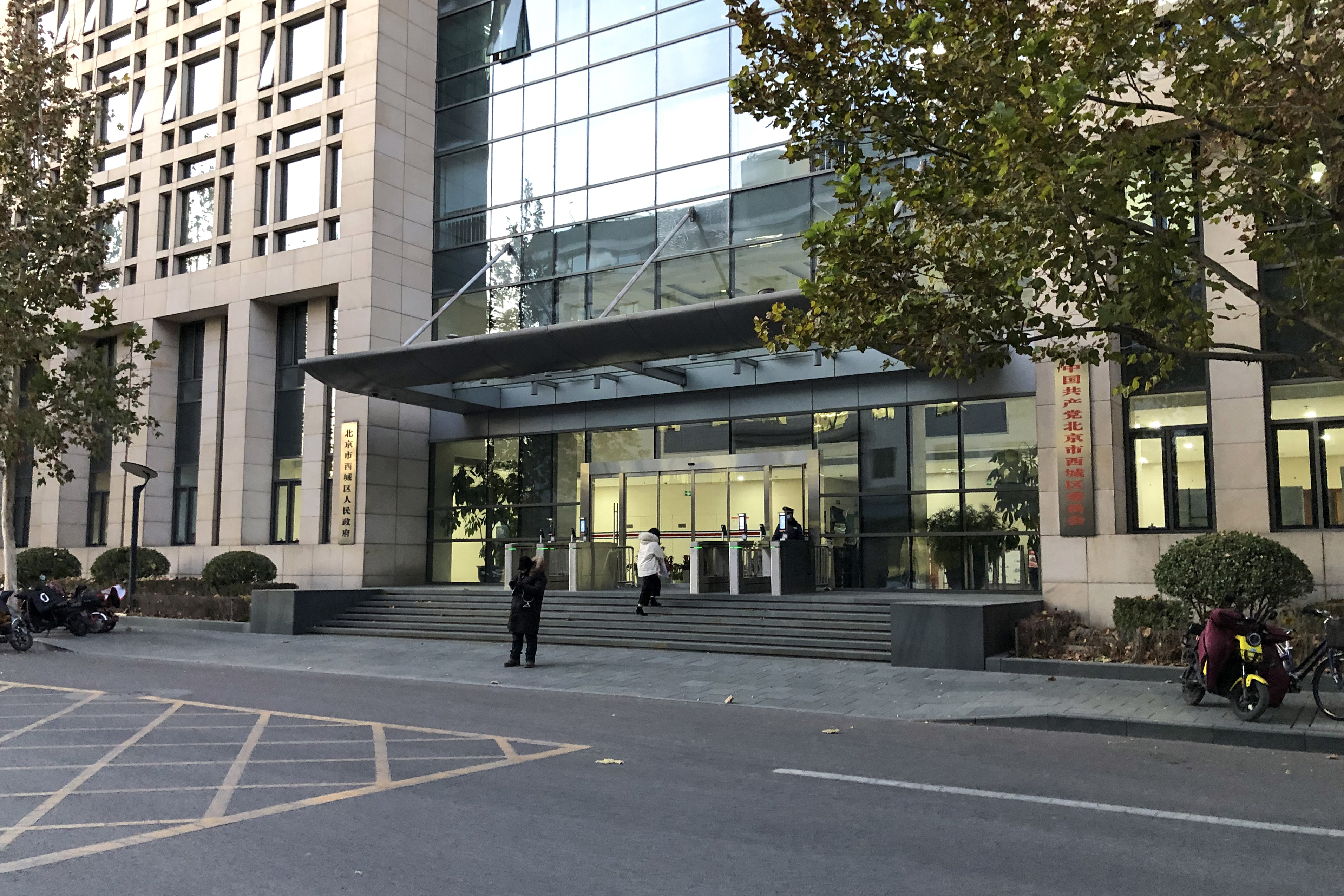
Здание правительства района Сичэн

Район Сичэн делится на 15 уличных комитетов:
- Байчжифан (Baizhifang, 白纸坊街道)
- Вест-Чанъань-авеню (West Chang’an Avenue, 西长安街街道)
- Гуанъаньмэньвай (Guang’anmenwai, 广安门外街道)
- Гуанъаньмэньнэй (Guang’anmennei, 广安门内街道)
- Дашилань (Dashilan, 大栅栏街道)
- Дэшэн (Desheng, 德胜街道)
- Нюцзэ (Niujie, 牛街街道)
- Синьцзэкоу (Xinjiekou, 新街口街道)
- Таожаньтин (Taoranting, 陶然亭街道)
- Тяньцяо (Tianqiao, 天桥街道)
- Цзиньжун-стрит (Jinrong Street, 金融街街道)
- Чжаньлань-роуд (Zhanlan Road, 展览路街道)
- Чуньшу (Chunshu, 椿树街道)
- Шичахай (Shichahai, 什刹海街道)
- Юэтань (Yuetan, 月坛街道)

## Административные функции

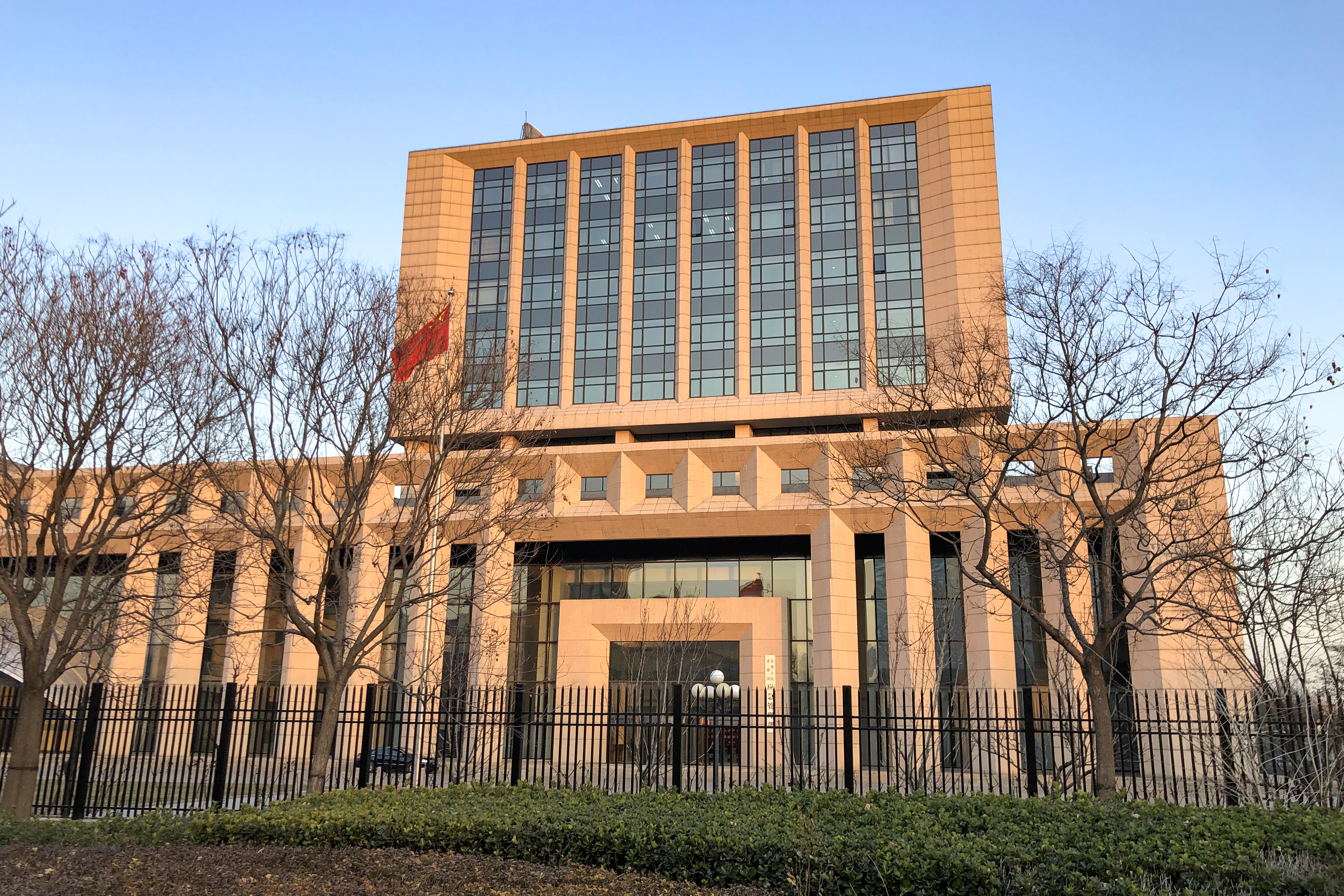
Министерство по чрезвычайным ситуациям

Район является важным политическим, административным и научным центром Пекина. В Сичэне базируются Дом народных собраний, Министерство финансов КНР, Министерство промышленности и информатизации КНР, Министерство по чрезвычайным ситуациям КНР, Министерство образования КНР, Министерство природных ресурсов КНР, Министерство водного хозяйства КНР, Государственный комитет по развитию и реформам КНР, Государственная администрация по регулированию рынка, Китайская академия наук, Китайская инженерная академия, Китайская академия геологических наук, Пекинская муниципальная комиссия по вопросам образования, Национальная администрация промышленности и торговли, Национальная администрация медицинских товаров, центр Китайской сети оповещения о землетрясениях, Отдел по делам Гонконга и Макао, Офис правительства Гонконга в Пекине.

## Экономика

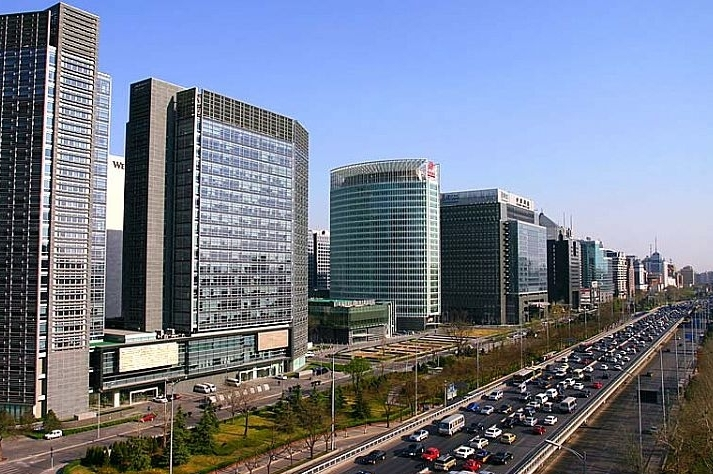
Финансовая улица

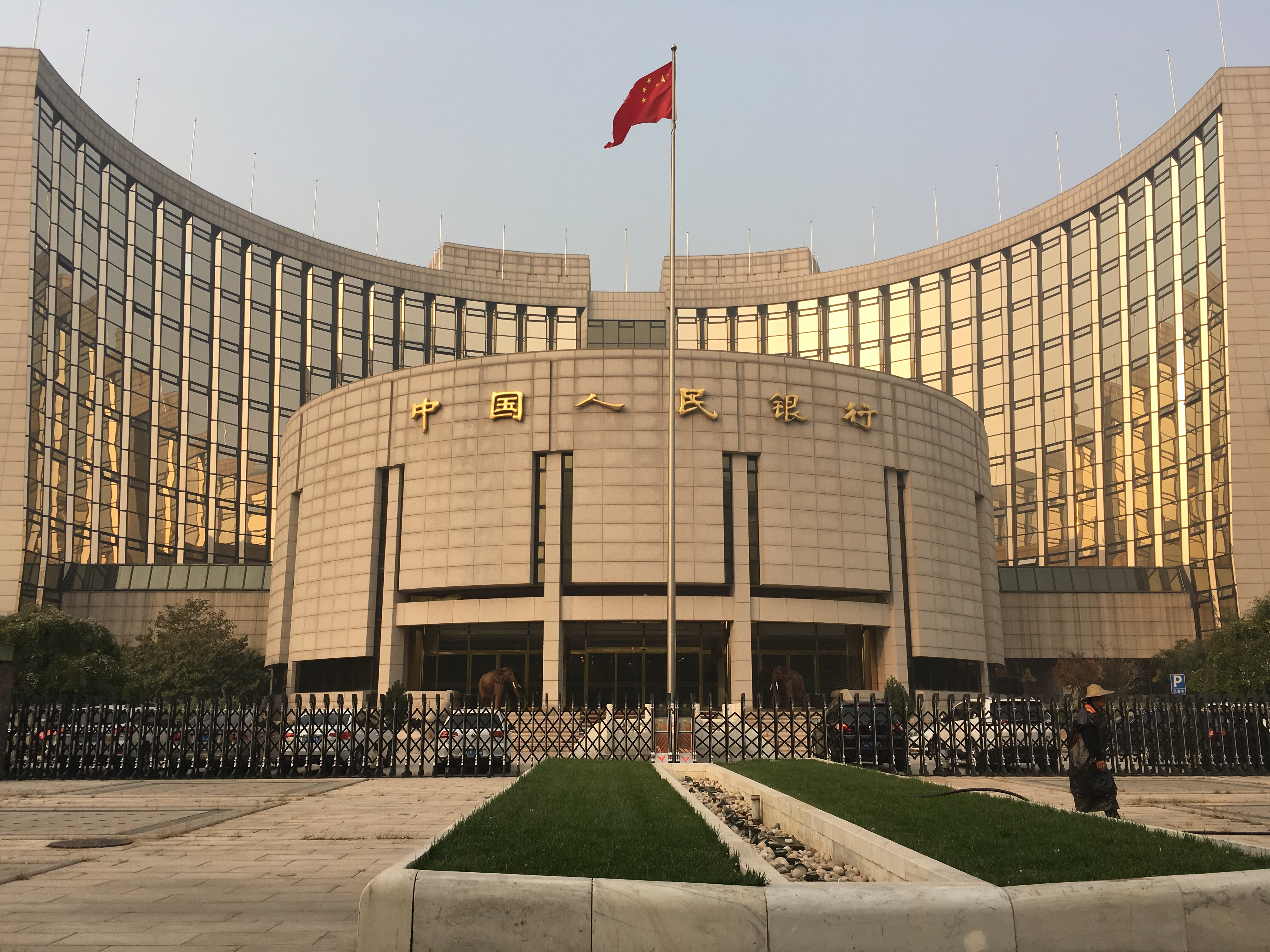
Штаб-квартира Народного банка Китая

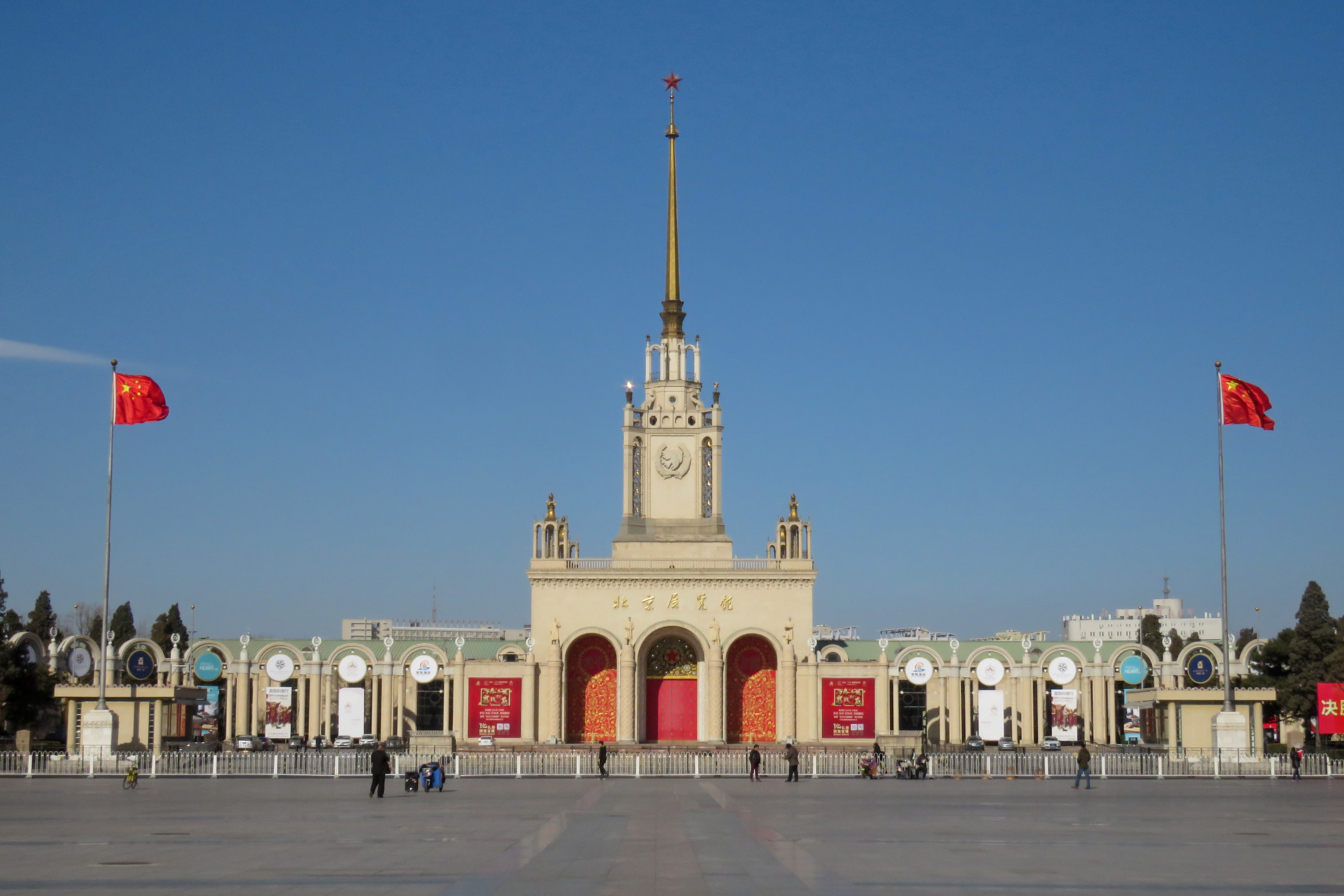
Пекинский выставочный центр

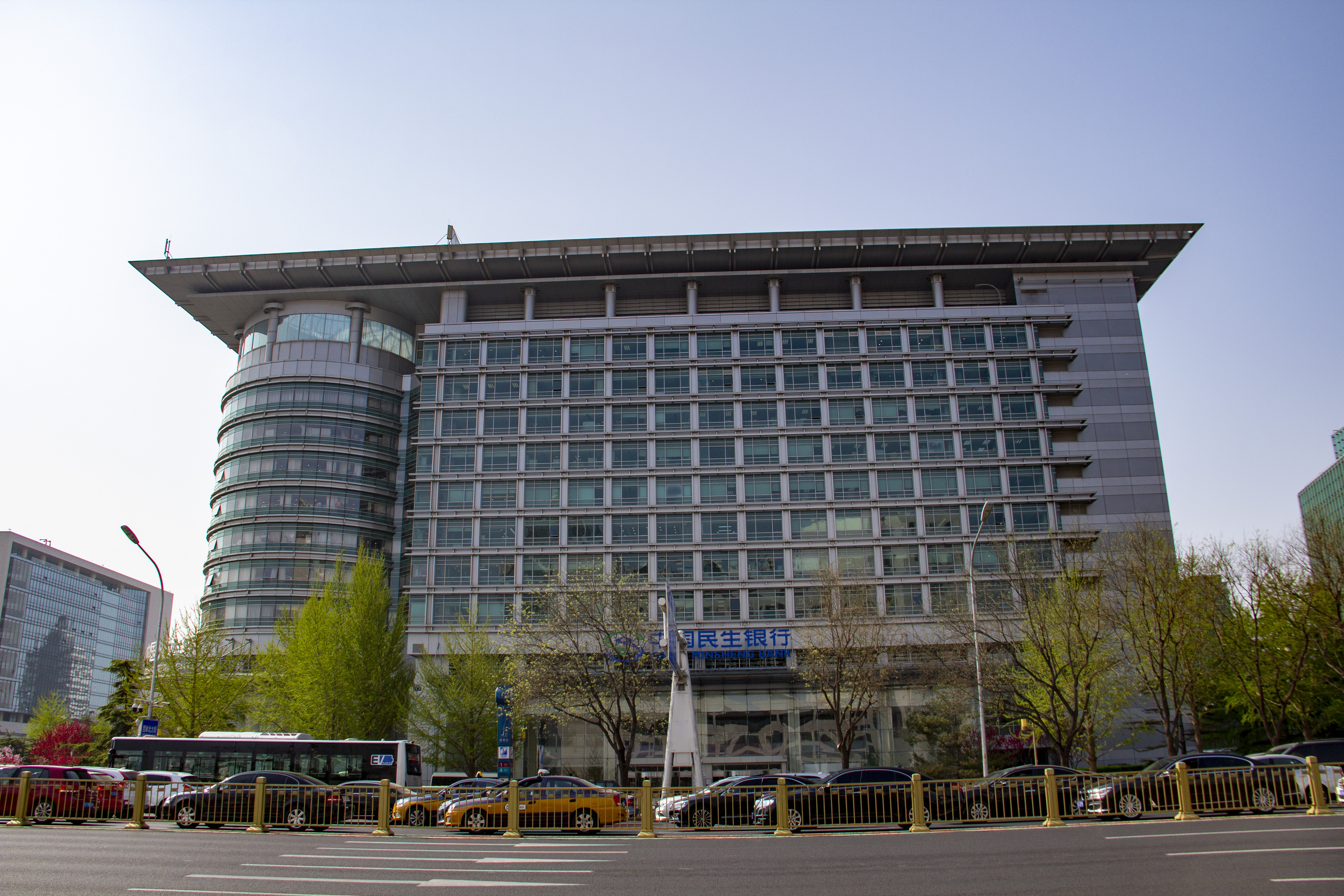
Штаб-квартира China Minsheng Bank

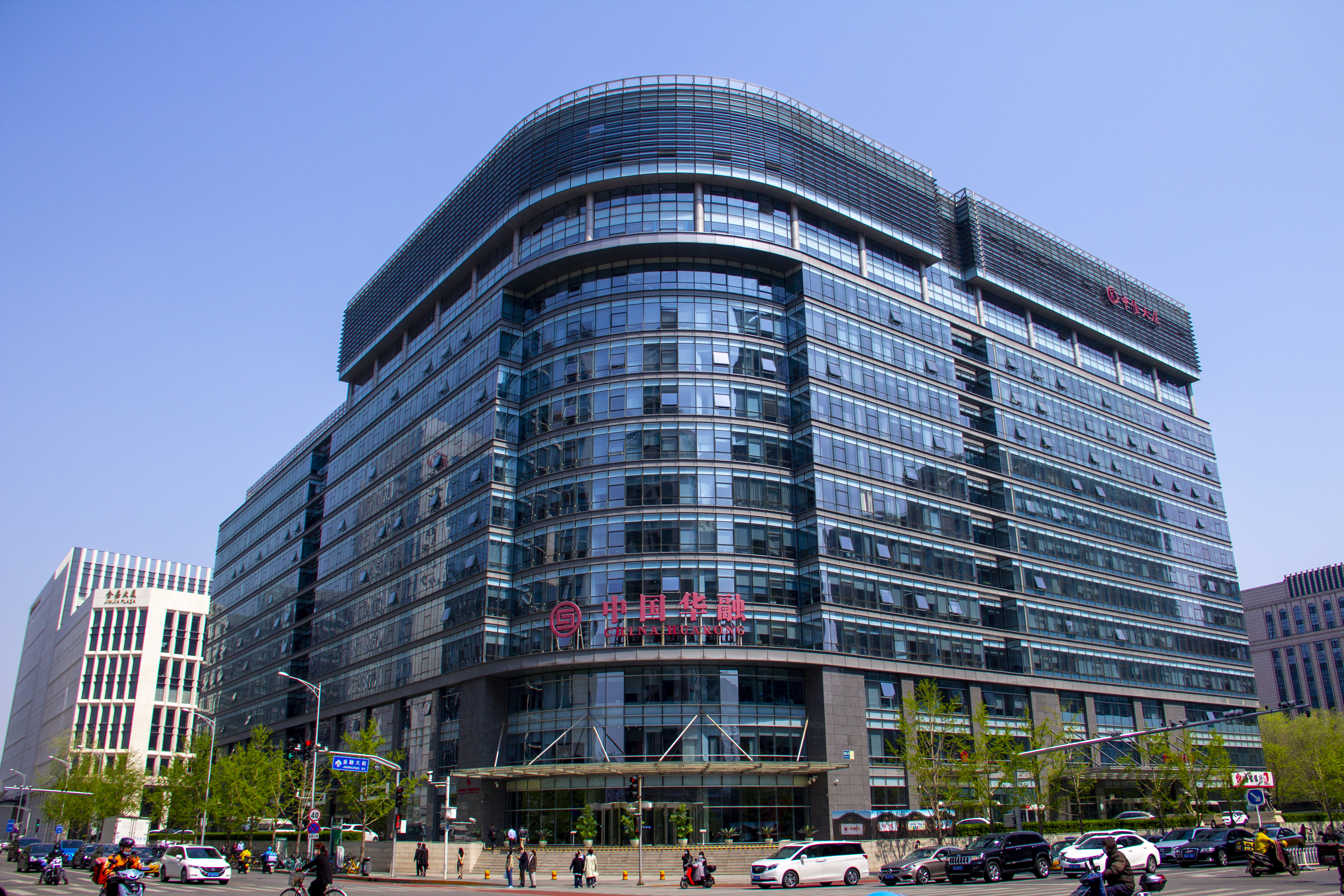
Штаб-квартира China Huarong Asset Management

В Сичэне доминирует сфера услуг, главным образом финансовые услуги, розничная торговля, туризм и гостинично-ресторанный бизнес.

### Финансы
Район является главным финансовым центром Пекина, здесь вдоль Финансовой улицы и соседней улицы Фусинмэнь-Дацзэ базируются Народный банк Китая, Комиссия по регулированию банковской деятельности Китая, Комиссия по регулированию страховой деятельности Китая, Комиссия по регулированию рынка ценных бумаг Китая, Национальный совет фонда социальной безопасности (SSF), Пекинская фондовая биржа, Азиатский банк инфраструктурных инвестиций, Industrial and Commercial Bank of China, China Construction Bank, Bank of China, China Minsheng Bank, China Development Bank, Bank of Beijing, China Life Insurance, China Huarong Asset Management, China Cinda Asset Management, China Post Group, China Reinsurance Group (China Re), China Export & Credit Insurance Corporation (Sinosure), Taikang Life Insurance, China Galaxy Securities, CNPC Capital, China Central Depository & Clearing (China Bond) и China Securities Depository & Clearing Corporation (China Clear).
Также на Финансовой улице и улице Фусинмэнь-Дацзэ расположены офисы Bank of Communications, Ping An Insurance, Shanghai Pudong Development Bank, China Merchants Bank, China Guangfa Bank, Citigroup, UBS, DBS Bank, China Everbright Group, China Mobile и China Unicom. Кроме того, в Сичэне расположены штаб-квартиры таких крупных китайских компаний, как State Grid Corporation of China, State Power Investment Corporation, China National Nuclear Corporation, China Huadian Corporation, China Huaneng Group, Sinochem Holdings, China COSCO Shipping, Norinco, агентства Синьхуа и телесети China Education Television.

### Туризм
В районе расположены популярные у пекинцев и туристов парки — Бэйхай, Шичахай, Цзиншань, Хоухай, Гунванфу, Таожаньтин, Гуаньюань, Пекинский зоопарк, Жэньдинху, Шуансю, Бэйбиньхэ, Сад роз. Вокруг озёр Хоухай и Цяньхай работают самые популярные рестораны, бары и кафе.
Важное значение для экономики района имеет деловой туризм, особенно проведение различных выставок, ярмарок, конференций и симпозиумов. Рядом с Пекинским зоопарком расположен Пекинский выставочный центр, построенный в 1954 году в советском стиле.
В Сичэне расположено несколько престижных отелей, в том числе пятизвёздочные InterContinental, Westin, Ritz-Carlton, Pan Pacific и Tangla, четырёхзвёздочный DoubleTree by Hilton.

### Розничная торговля
Крупнейшим центром розничной торговли Сичэна является район Сидань, особенно кварталы вдоль улицы Северная Сидань и вокруг Сиданьской площади культуры. Здесь расположены многочисленные универмаги, сетевые супермаркеты, бутики мировых брендов, книжные магазины, кинотеатры и рестораны. Среди самых известных торговых точек — универмаги Hanguang и Galeries Lafayette, торговые центры Grand Pacific, Joy City, Hua Wei Center, Xidan Shopping Centre и Xidan Shopping Mall, а также знаменитый Пекинский дом книги.
На соседней Финансовой улице (Цзиньжун-стрит) также расположено множество магазинов, в том числе большие торговые центры Seasons Place и Parkson. Район Синьцзэкоу известен большим количеством недорогих магазинов электроники, спорттоваров и одежды. В районе Дашилань много магазинов традиционной китайской медицины, шёлка, шляп, обуви и чая. Соседний район Люличан известен магазинами антиквариата и галереями, в которых продают картины, керамику, ковры и книги.
В районе Гуанъаньмэньвай расположен большой торговый центр New Times Plaza. По всему району широко представлены супермаркеты Carrefour и магазины у дома 7-Eleven.
В 2017 году власти Сичэна приняли решение о закрытии всех оптовых рынков, отдав предпочтение развитию современных торговых центров и пешеходных торговых улиц. В октябре 2017 года был закрыт рынок «Тяньи» — крупнейший в Пекине оптово-розничный рынок мелких бытовых товаров. В ноябре 2017 года закрылся оптовый рынок «Дундин», расположенный рядом с Пекинским зоопарком. Долгие годы он являлся крупнейшим оптовым рынком одежды и других потребительских товаров в Северном Китае, ежедневно его посещало около 100 тыс. человек. На месте рынка была построена финансовая и научно-технологическая офисная зона.

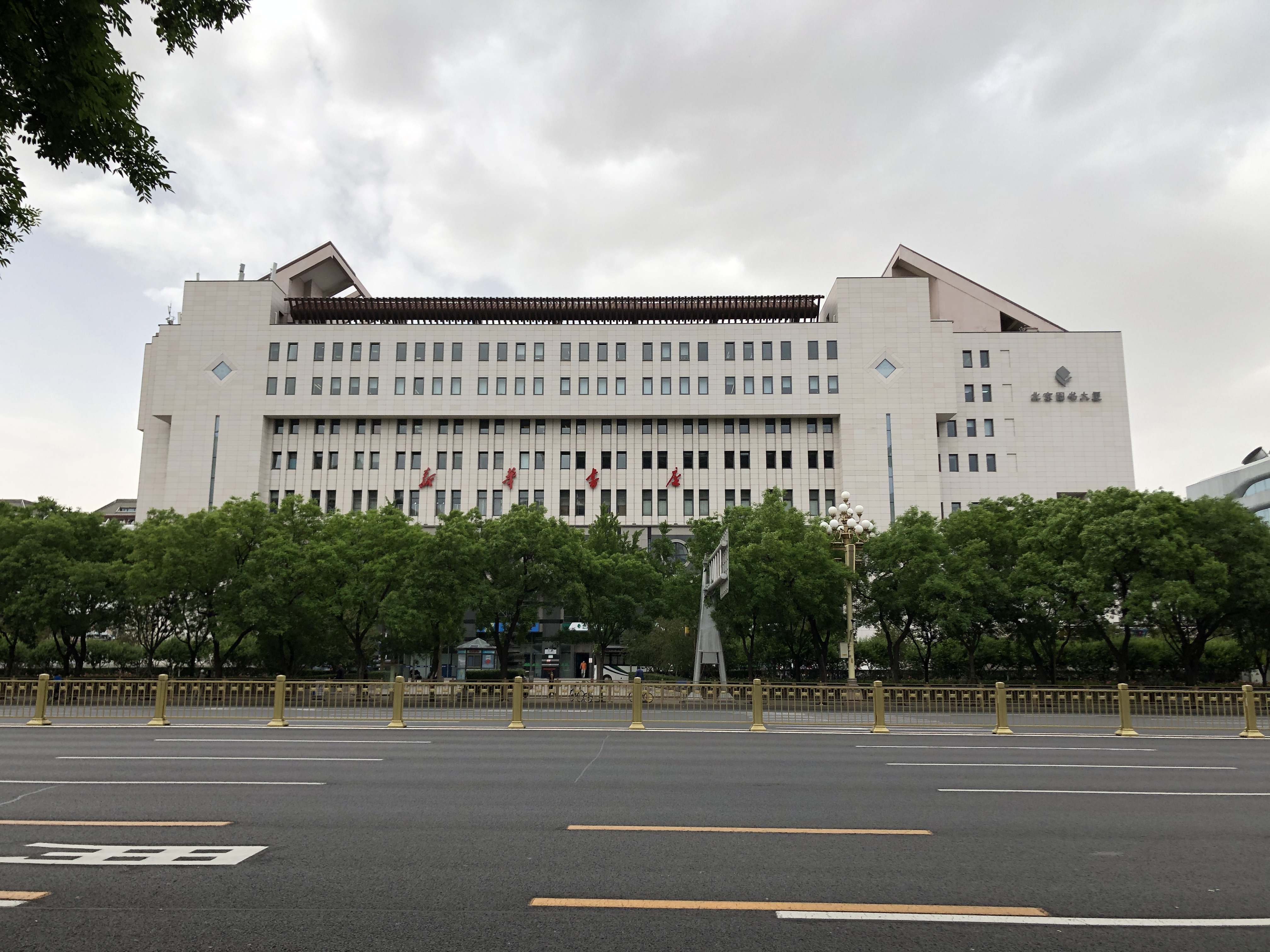
Beijing Book Building
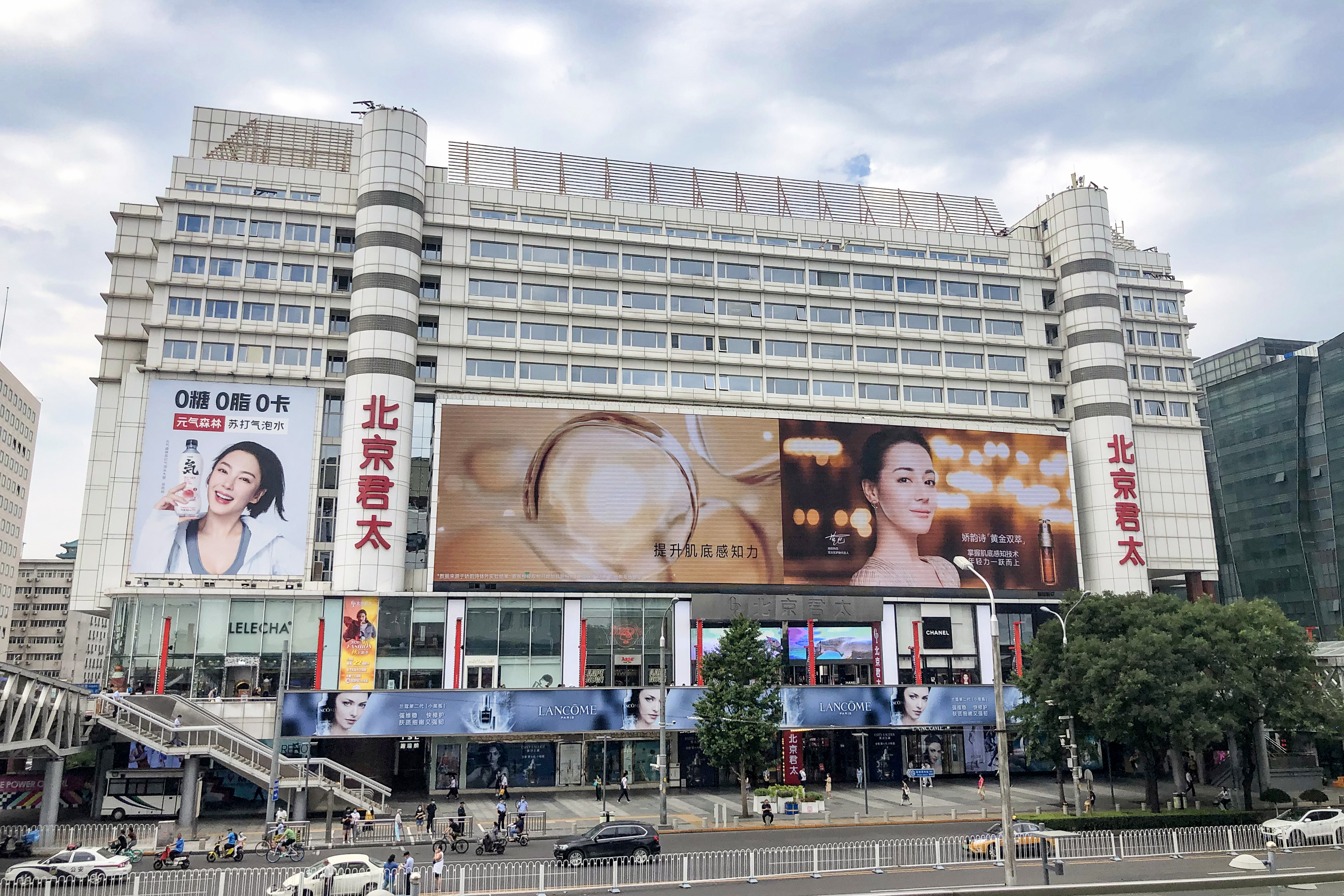
Grand Pacific
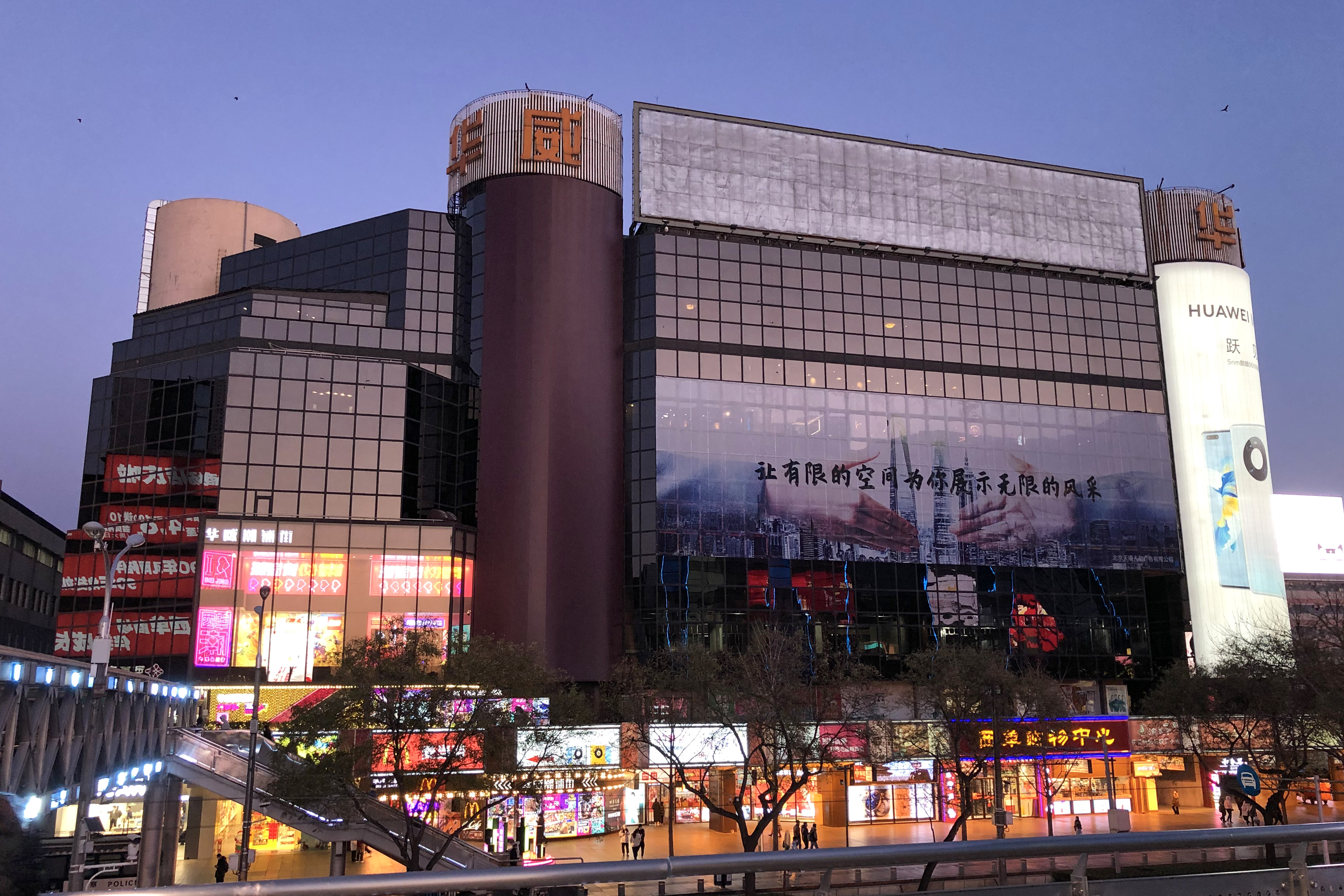
Hua Wei Center
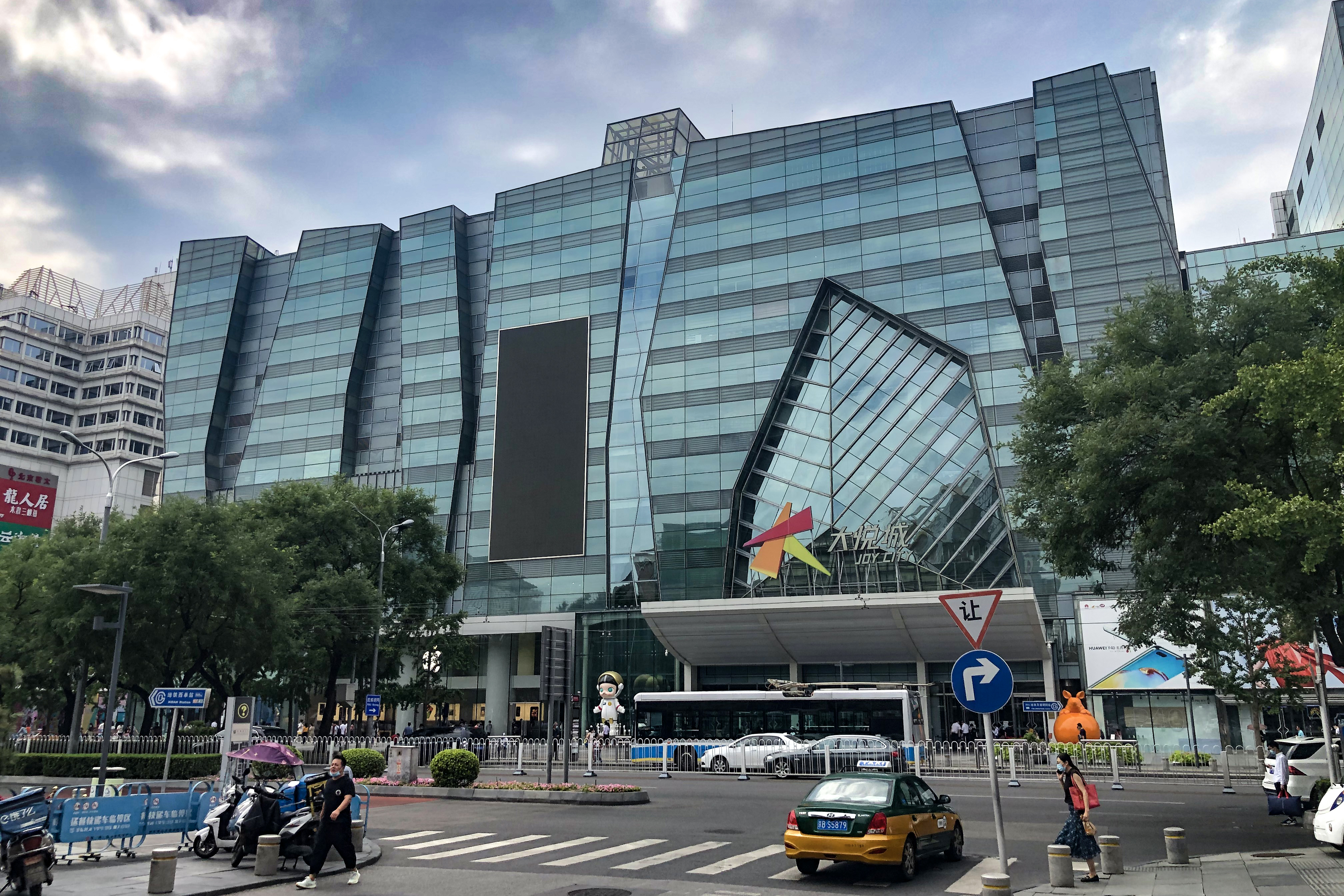
Joy City
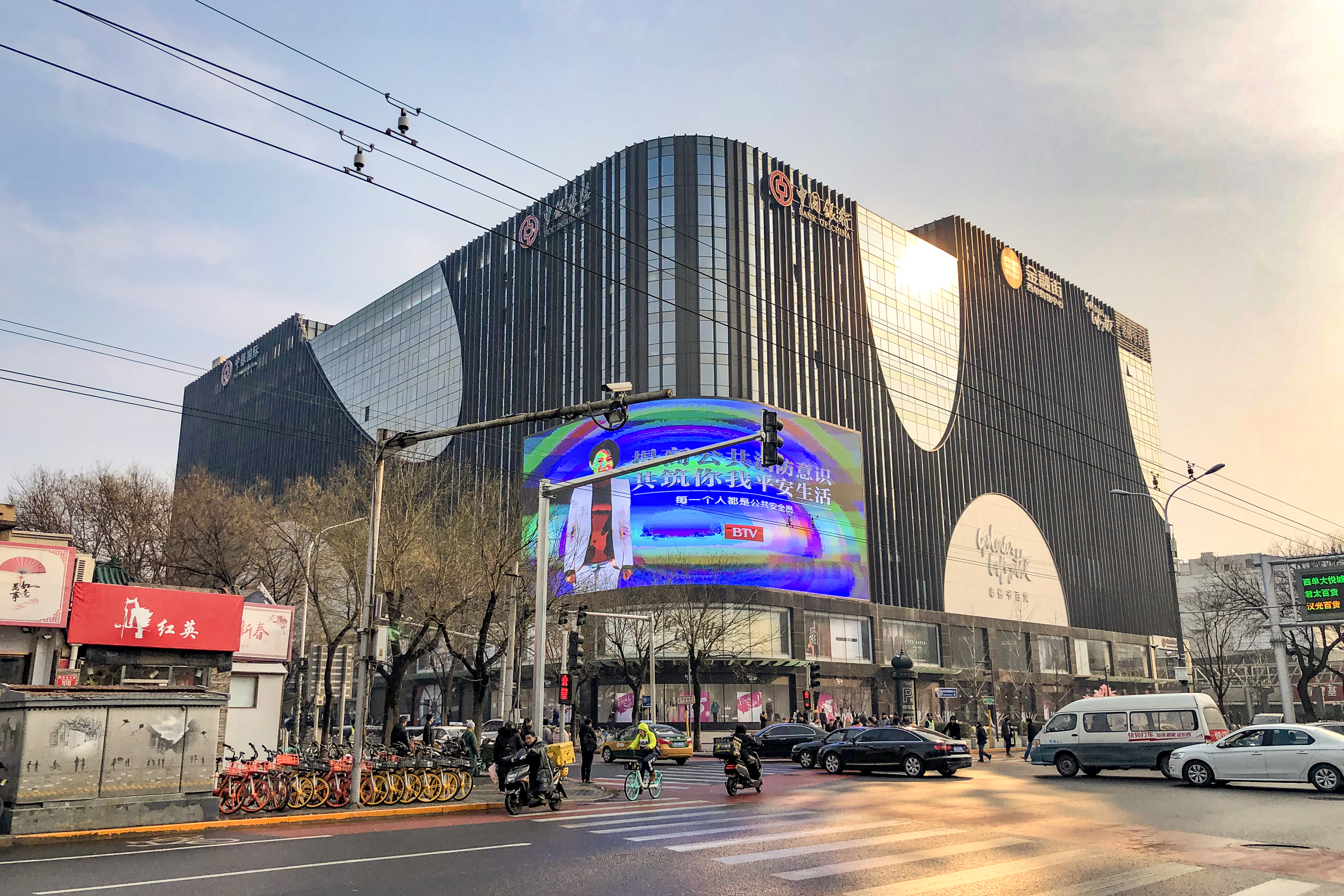
Galeries Lafayette
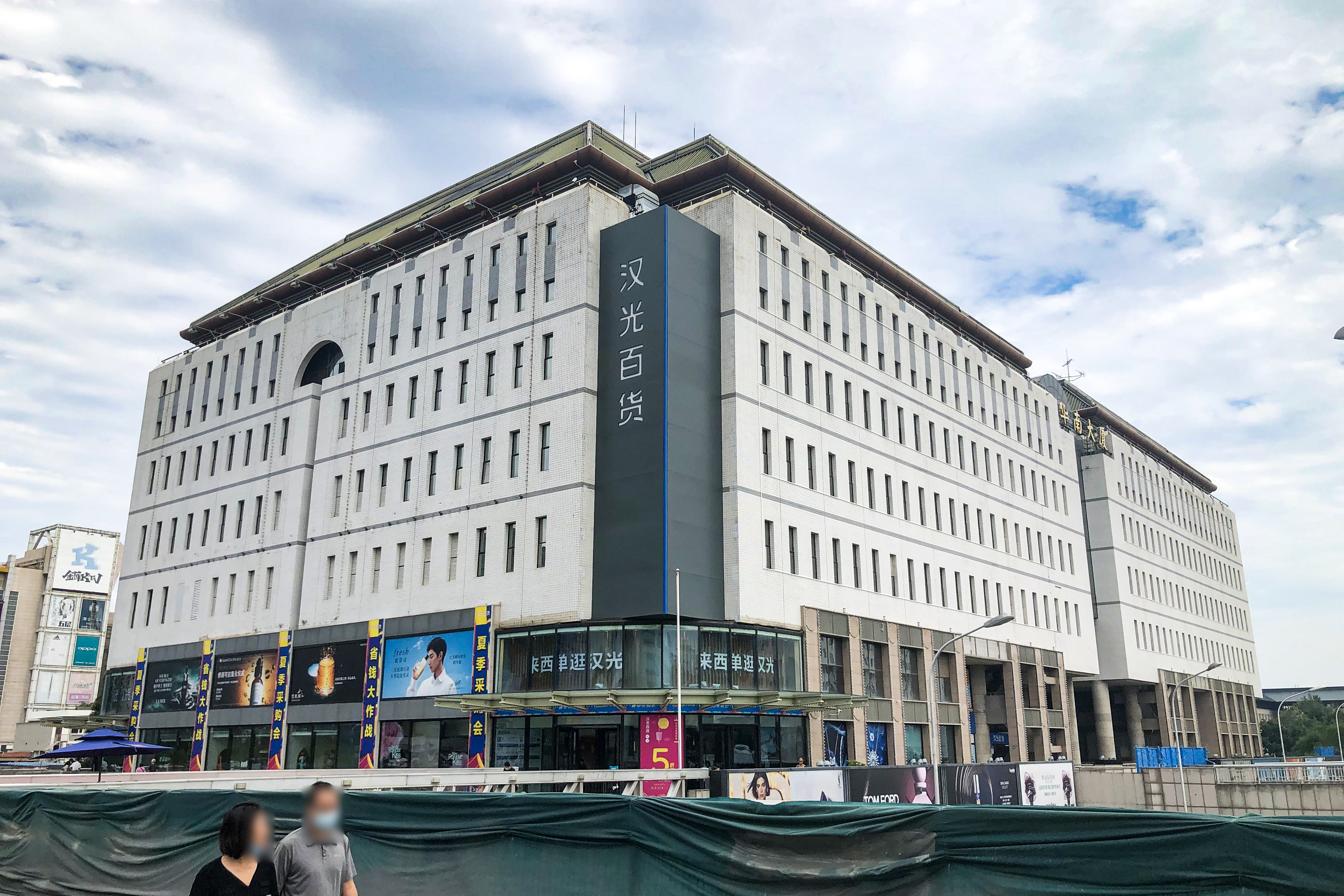
Универмаг Hanguang
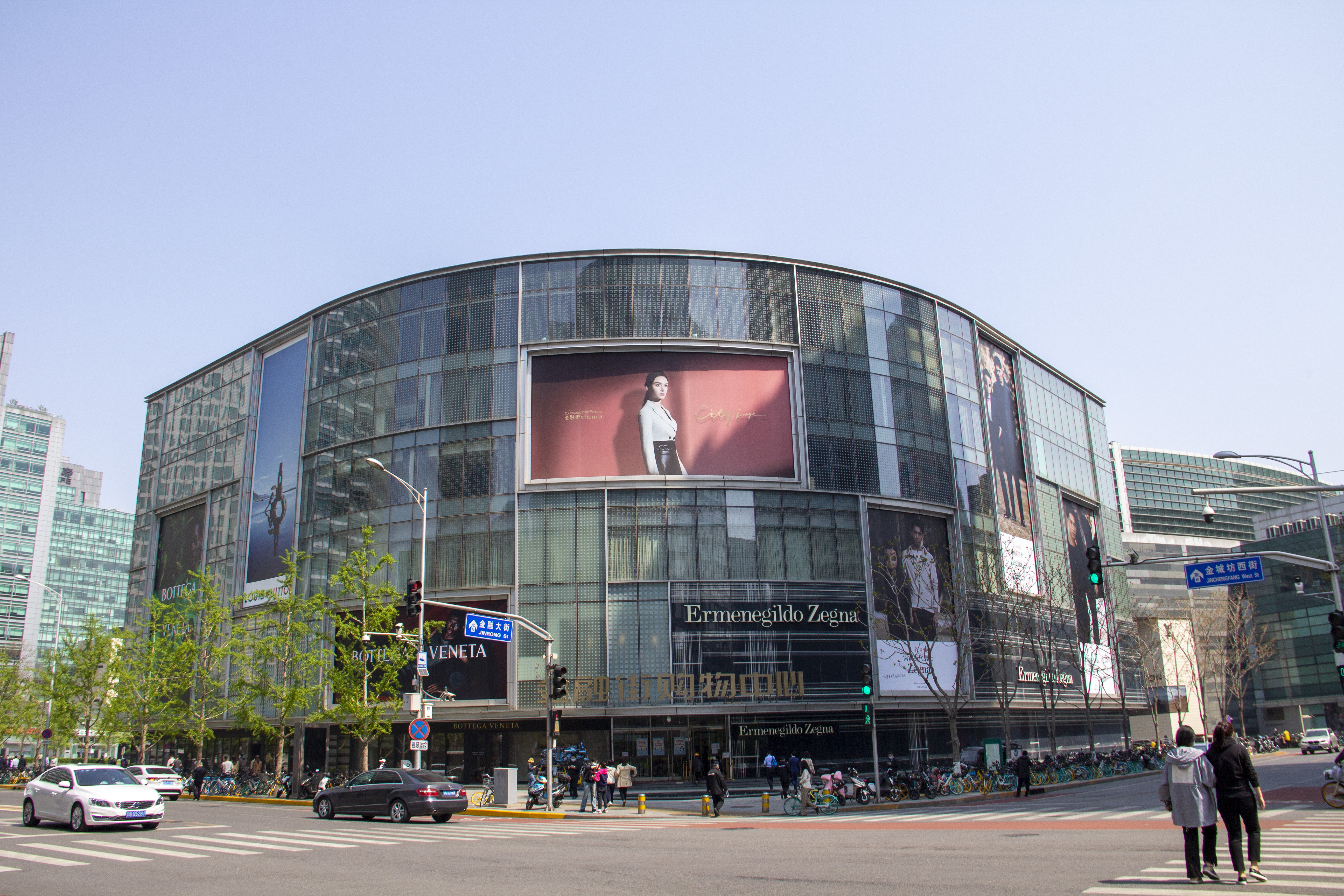
Seasons Place
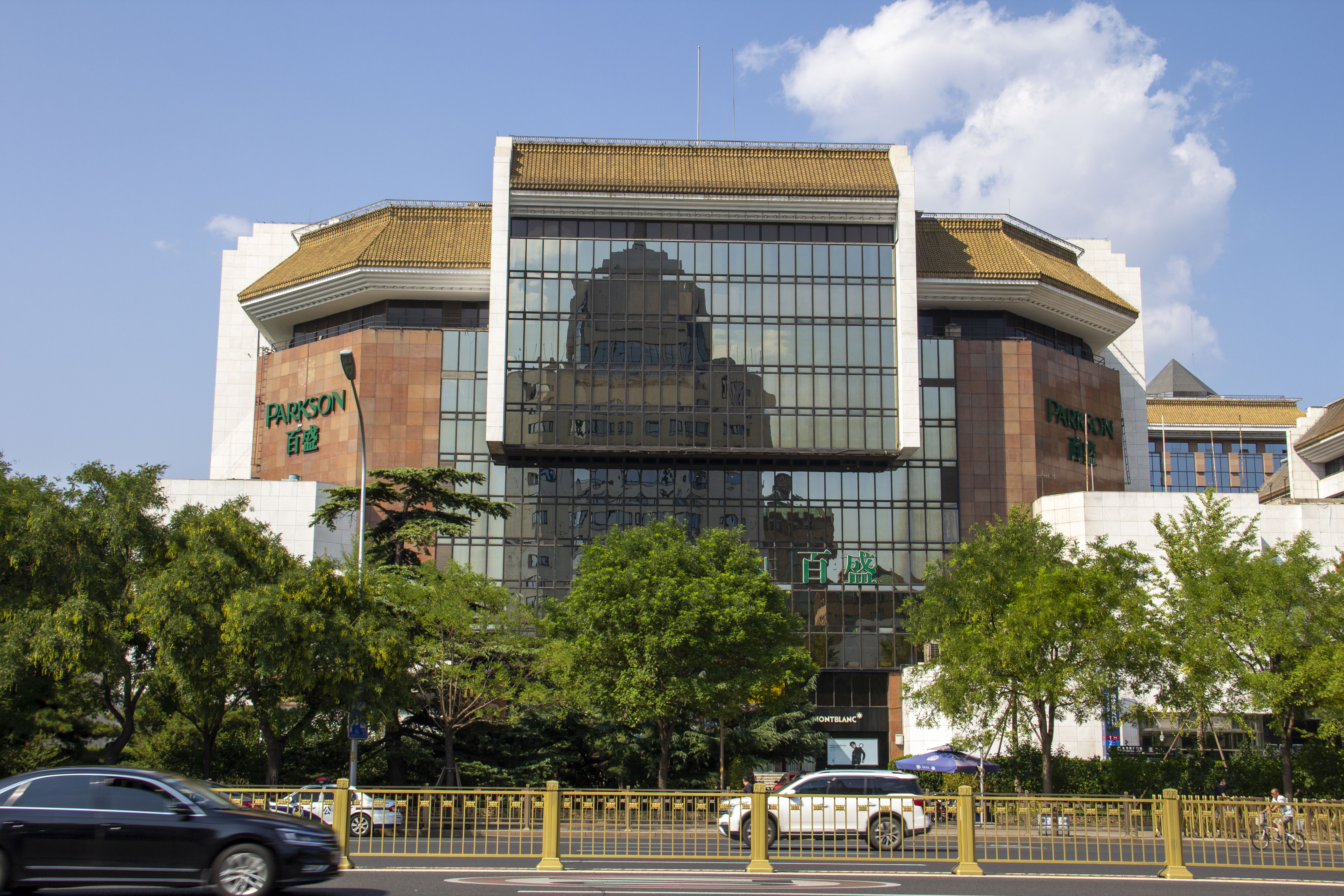
Parkson
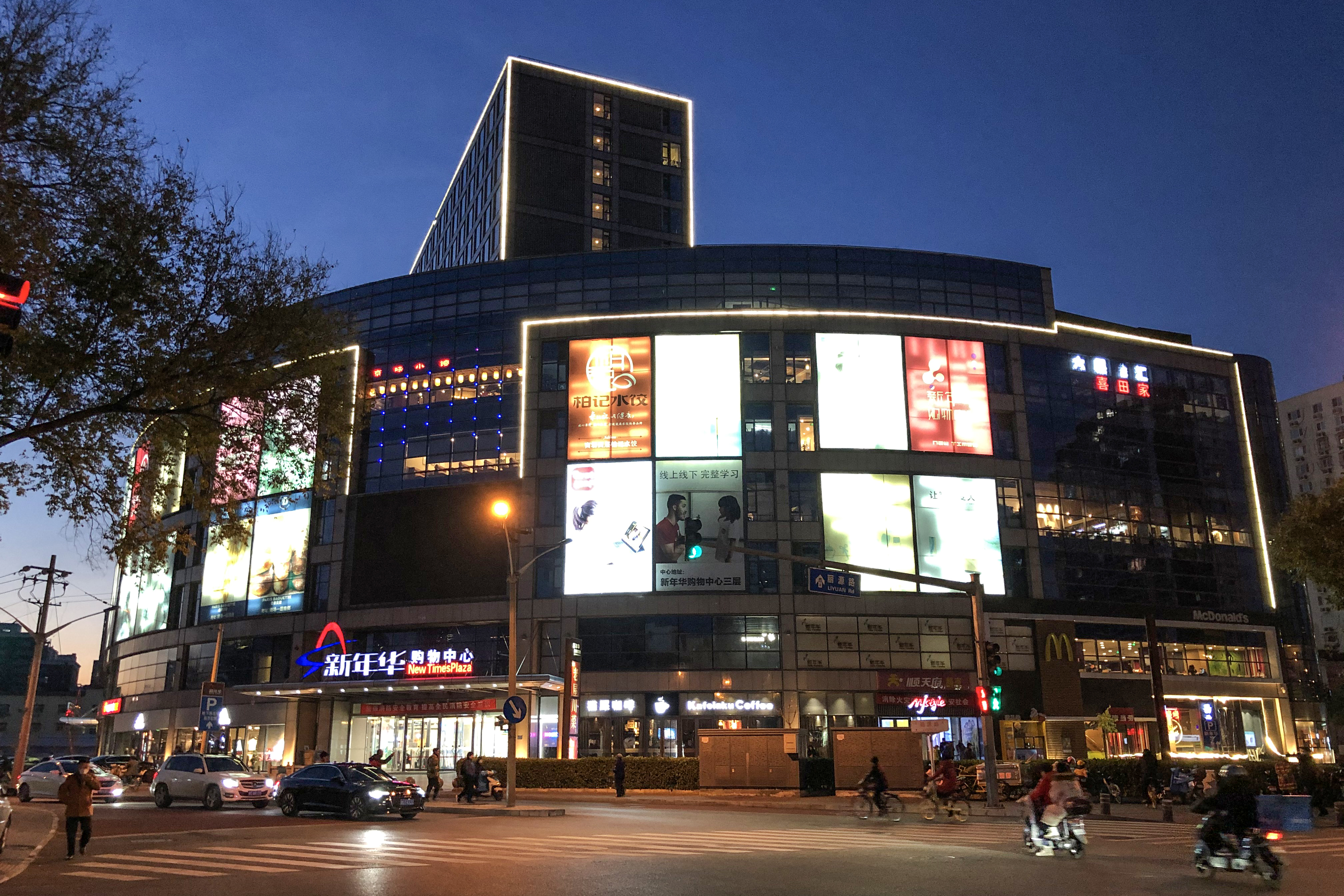
New Times Plaza
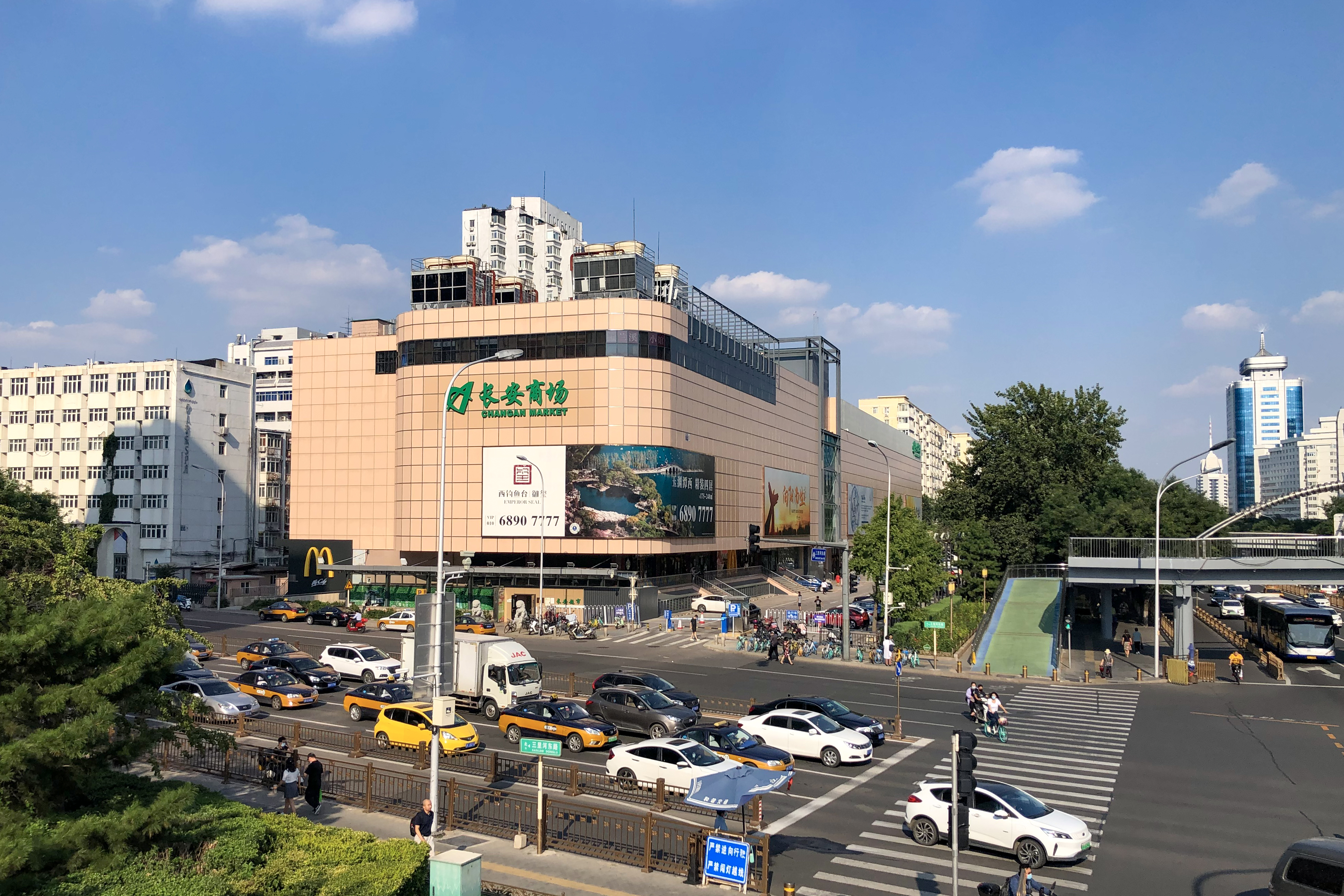
Changan Market
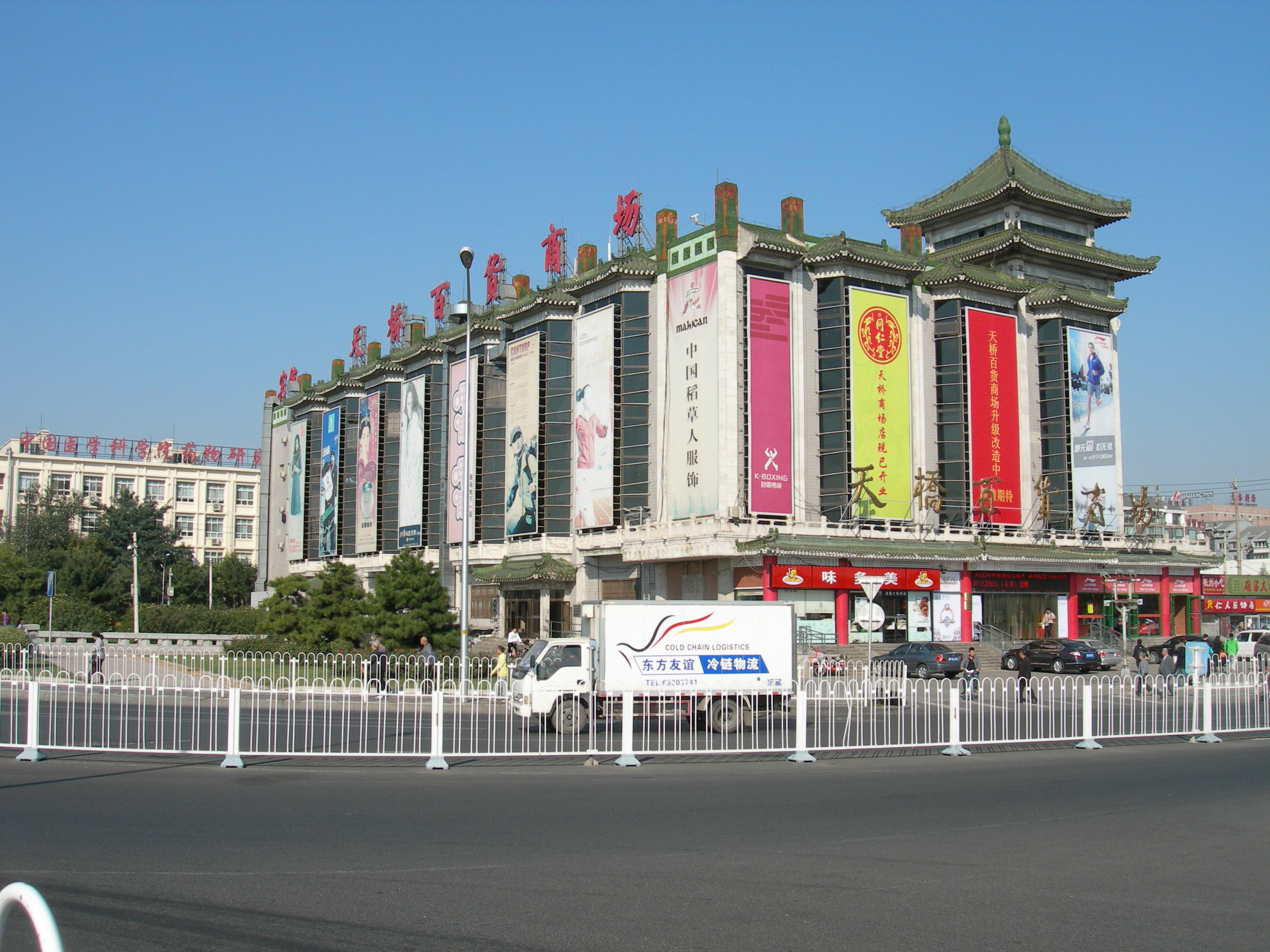
Универмаг Tianqiao

## Транспорт

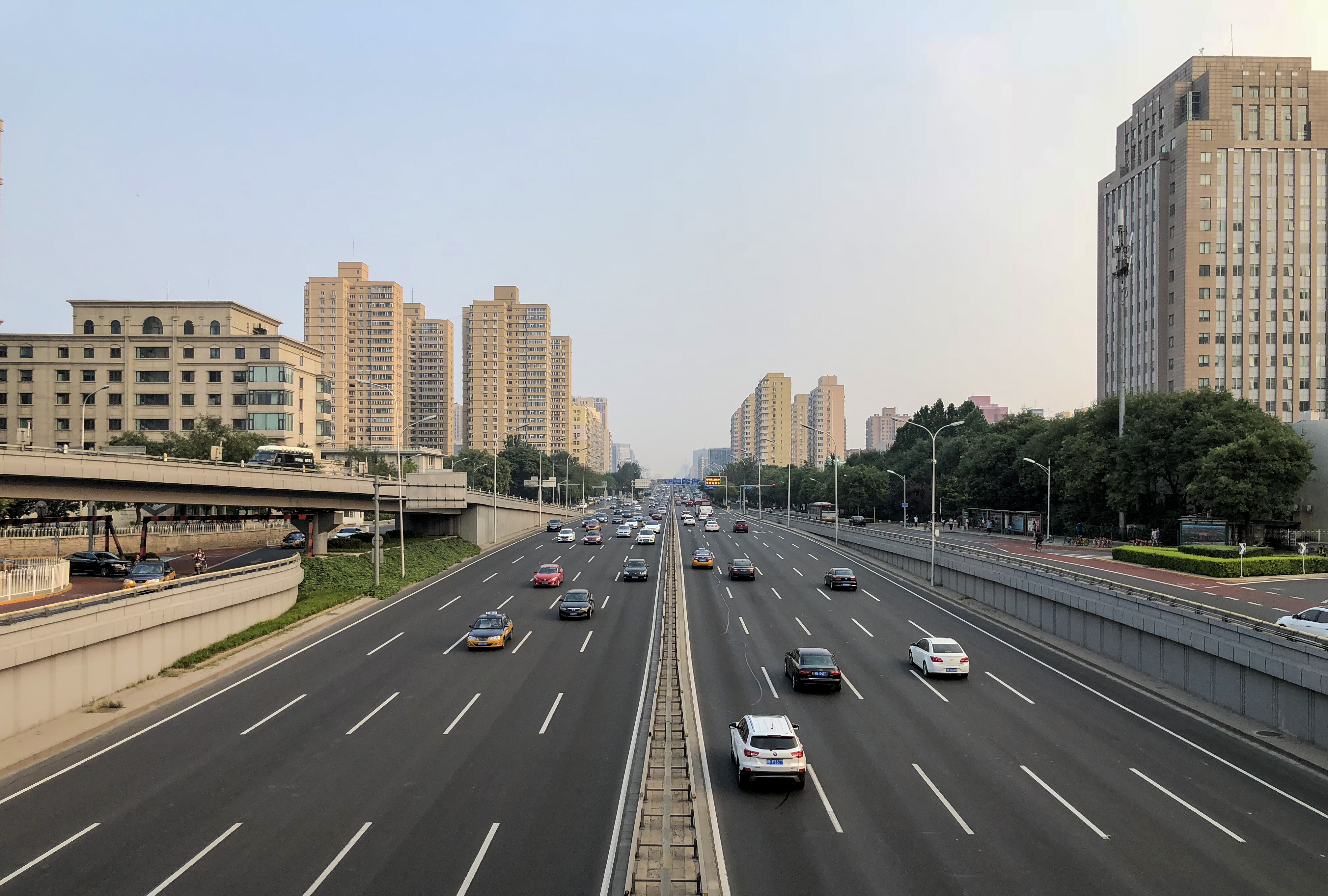
Вторая кольцевая автодорога

### Автомобильный
Главными магистралями на территории Сичэна являются западная часть проспекта Чанъаньцзе, Вторая и Третья кольцевые автодороги; кроме того, в районе берут своё начало национальные шоссе Годао 104 (Пекин — Фучжоу), Годао 105 (Пекин — Чжухай), Годао 106 (Пекин — Гуанчжоу), Годао 107 (Пекин — Шэньчжэнь), Годао 108 (Пекин — Куньмин), Годао 109 (Пекин — Лхаса) и Годао 110 (Пекин — Иньчуань).
По территории района проходит множество автобусных и троллейбусных маршрутов. Широко распространены услуги агрегаторов такси, каршеринга и карпулинга.

### Железнодорожный

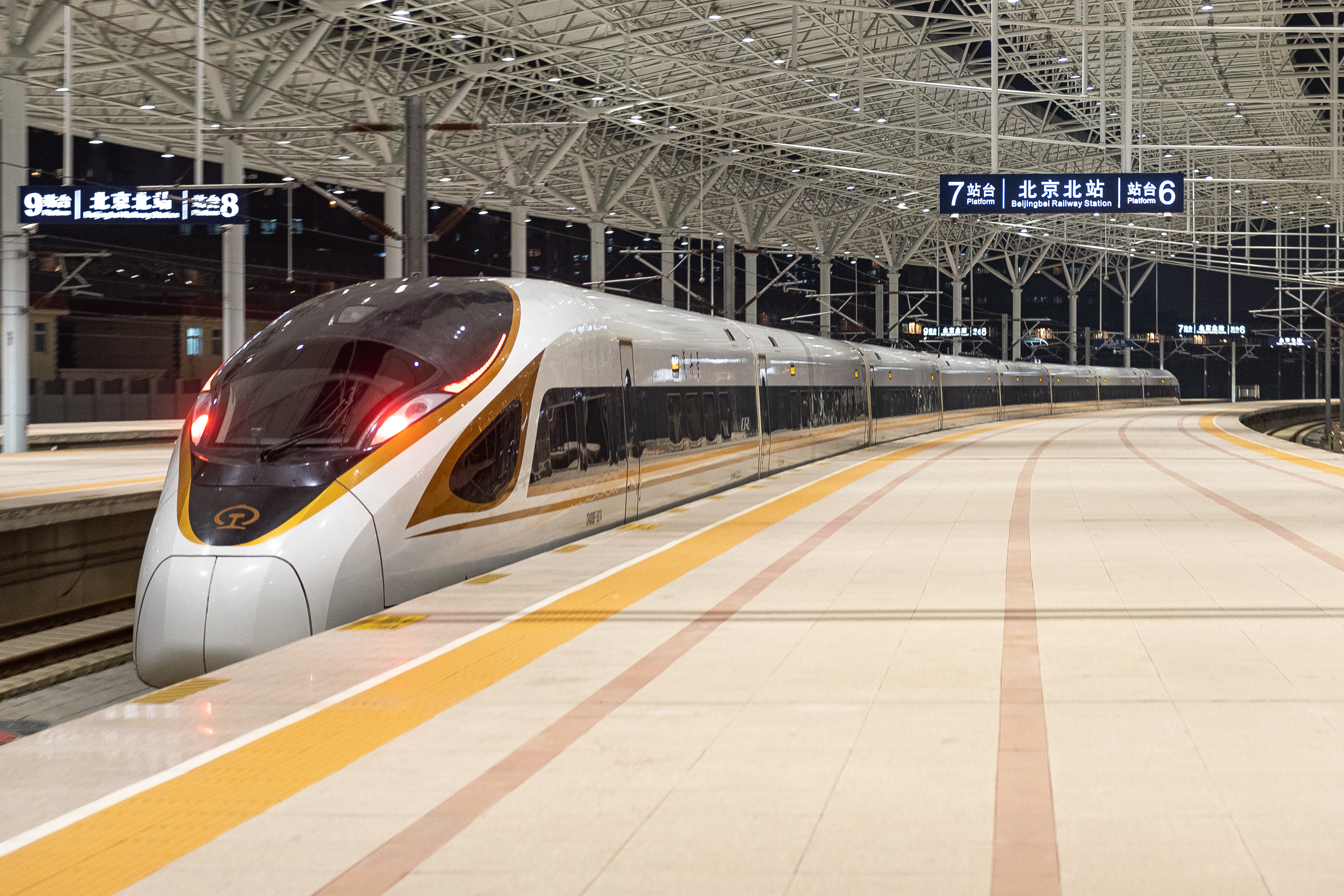
Северный вокзал Пекина

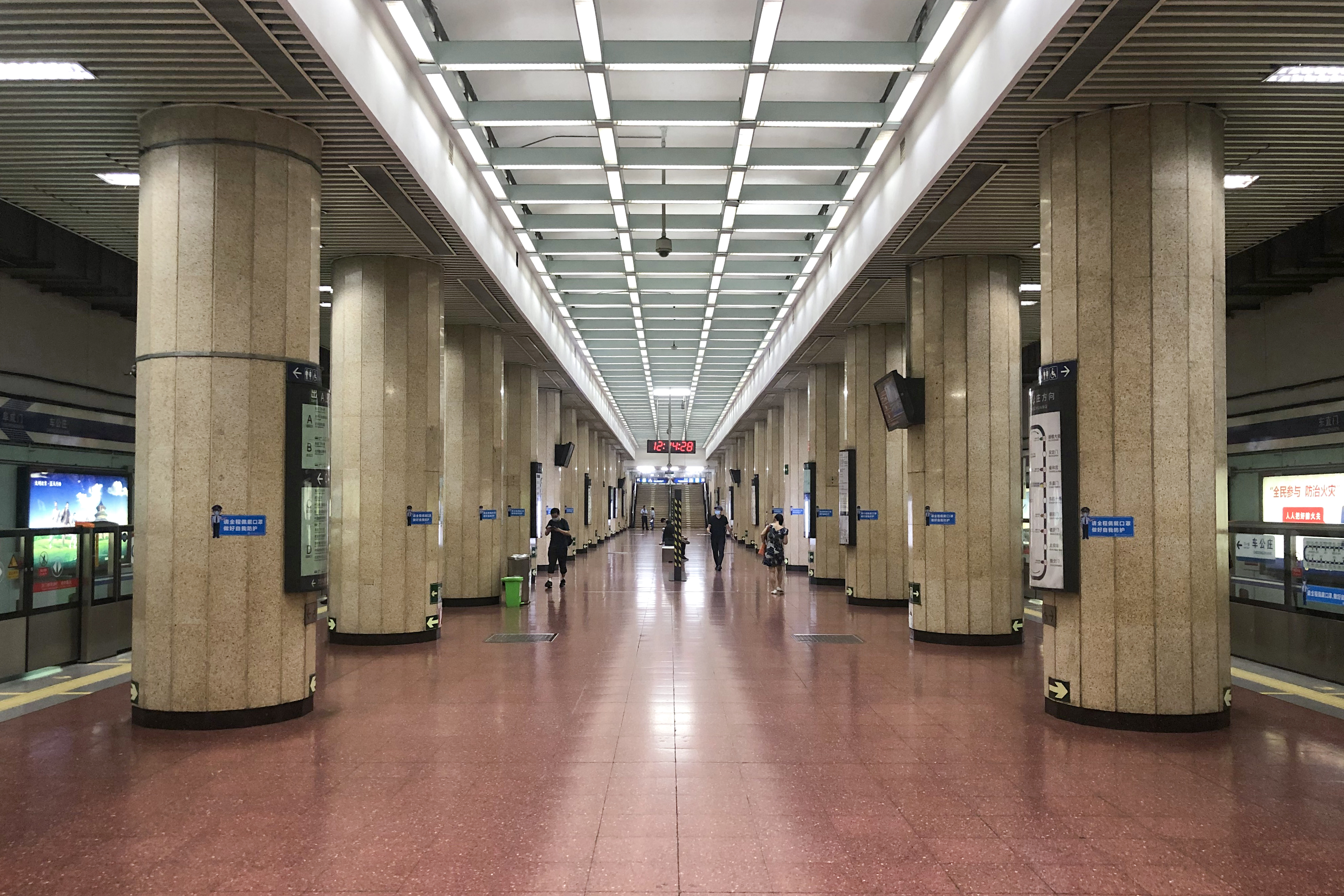
Станция метро Фучэнмэнь

Сичэн обслуживают восемь линий Пекинского метрополитена:
- Линия 1 (станции Мусиди, Наньлишилу, Фусинмэнь, Сидань и Тяньаньмэньси)
- Линия 2 (станции Гулоудацзэ, Цзишуйтань, Сичжимэнь, Чэгунчжуан, Фучэнмэнь, Фусинмэнь, Чанчуньцзэ, Суаньвумэнь и Хэпинмэнь)
- Линия 4 (станции Пекинский зоопарк, Сичжимэнь, Синьцзэкоу, Пинаньли, Сисы, Линцзин-Хутун, Сидань, Суаньвумэнь, Цайшикоу и Таожаньтин)
- Линия 6 (станции Чэгунчжуанси, Чэгунчжуан, Пинаньли и Бэйхайбэй)
- Линия 7 (станции Ваньцзи, Дагуаньин, Гуананьмэньнэй, Цайшикоу и Хуфанцяо)
- Линия 8 (станции Аньхуацяо, Гулоудацзэ, Шичахай, Чжушикоу и Тяньцяо)
- Линия 13 (станция Сичжимэнь)
- Линия 16 (станции Ганьцзякоу, Ююаньтань Ист-Гейт, Мусиди, Дагуаньин и Хунляньнаньли)

Также район обслуживает линия Хуайжоу — Миюнь Пекинской пригородной железной дороги, которая соединяет Пекинский северный вокзал с конечной станцией в районе Миюнь.
С Северного вокзала (Бэйцзинбэй) отправляются пассажирские поезда на линии Пекин — Баотоу, а также скоростные поезда на линии Пекин — Чжанцзякоу. Через территорию Сичэна проходит железная дорога Пекин — Коулун, которая связывает Западный вокзал Пекина и Шэньчжэньский вокзал.
По торговой улице Цяньмэнь, которая расположена на границе районов Сичэн и Дунчэн, ходит туристический трамвай в ретро стиле.

### Велосипедный
Имеется большое число велорикш, которые обслуживают китайских и иностранных туристов.

## Культура

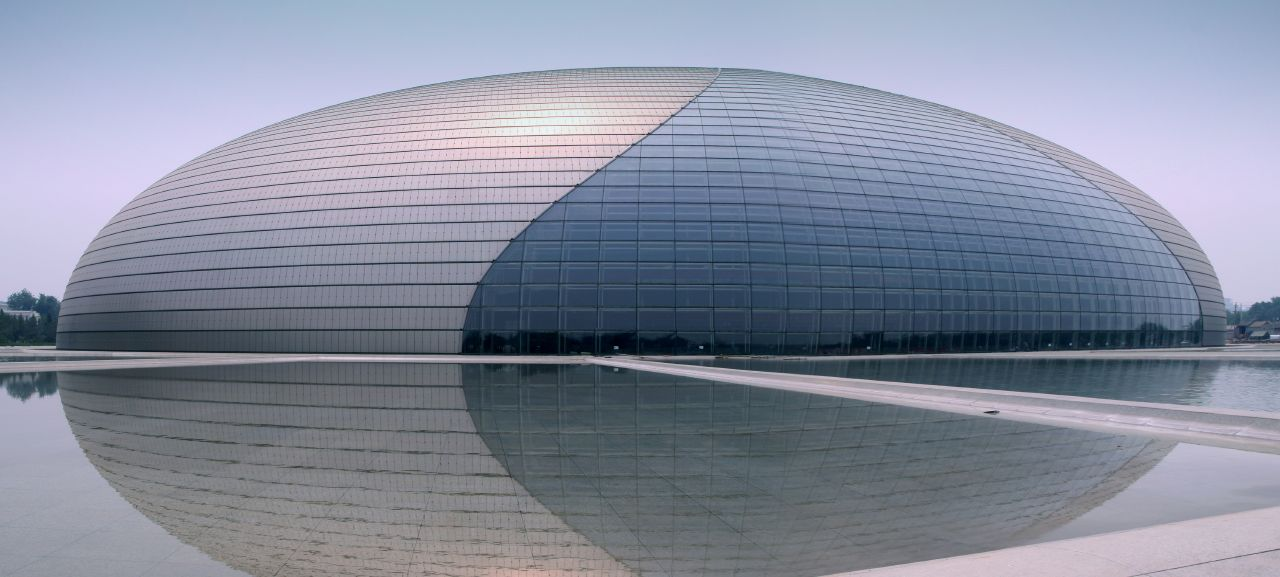
Национальный центр исполнительских искусств

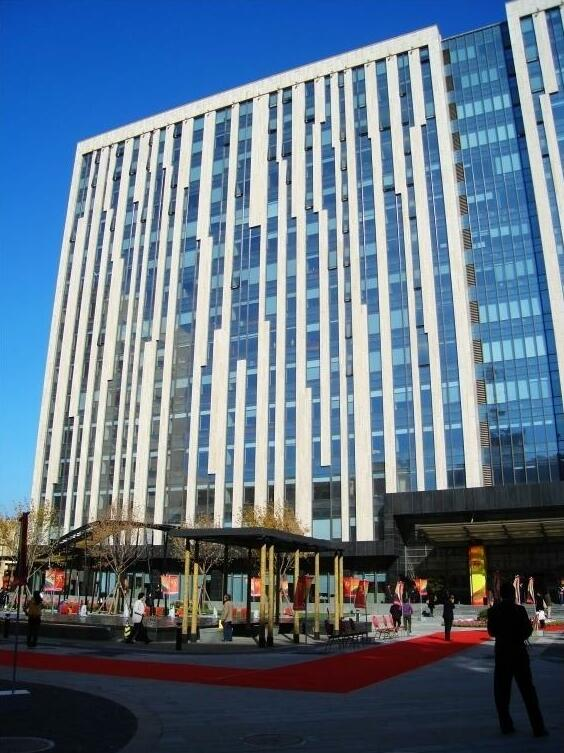
Центральная консерватория

### Театры
В районе расположены Национальный центр исполнительских искусств, Пекинский концертный зал, Национальный театр Китая, Национальный балет Китая, старейший театр пекинской оперы Чжэнъицы, театр пекинской оперы при дворце Гунванфу, театр при Дворце культуры национальностей, Центр исполнительских искусств Тяньцяо, театр Тяньцяо и акробатический театр Тяньцяо.

### Музеи
В Сичэне расположено несколько известных пекинских музеев, в том числе Столичный музей, Пекинский планетарий, Гунванфу, Музей оперы Китая, Геологический музей Китая, дом-музей Го Можо, дом-музей Ли Дачжао, дом-музей Линь Цзэсюя, Музей культуры и искусства «Красный особняк», Дворец культуры национальностей, Китайский нумизматический музей, Палеозоологический музей Китая, Пекинский научный центр (филиал Китайского научно-технологического музея).

### Архитектура
В Сичэне сохранились важные религиозные памятники Пекина, в том числе буддийские храмы Мяоин, Фаюань, Тяньнин, Гуанхуа, Гуанцзи, храм Луны (Юэтань) и храм сельского хозяйства, даосский Храм Белых облаков, пагода монаха Ваньсуна, мечети Нюцзе и Фаюань, католический собор Непорочного Зачатия Пресвятой Девы Марии. Среди ансамблей гражданской и военной архитектуры выделяются крепостные ворота Дэшэнмэнь, комплекс торговых гильдий Хугуанхуэйгуань, дворец князя Гуна и дом Сун Цинлин.
Также в районе сохранилось несколько старинных хутунов, в том числе Баочань (Baochan Hutong), Линцзин (Lingjing Hutong) и Чжуаньта (Zhuanta Hutong).

## Образование и наука

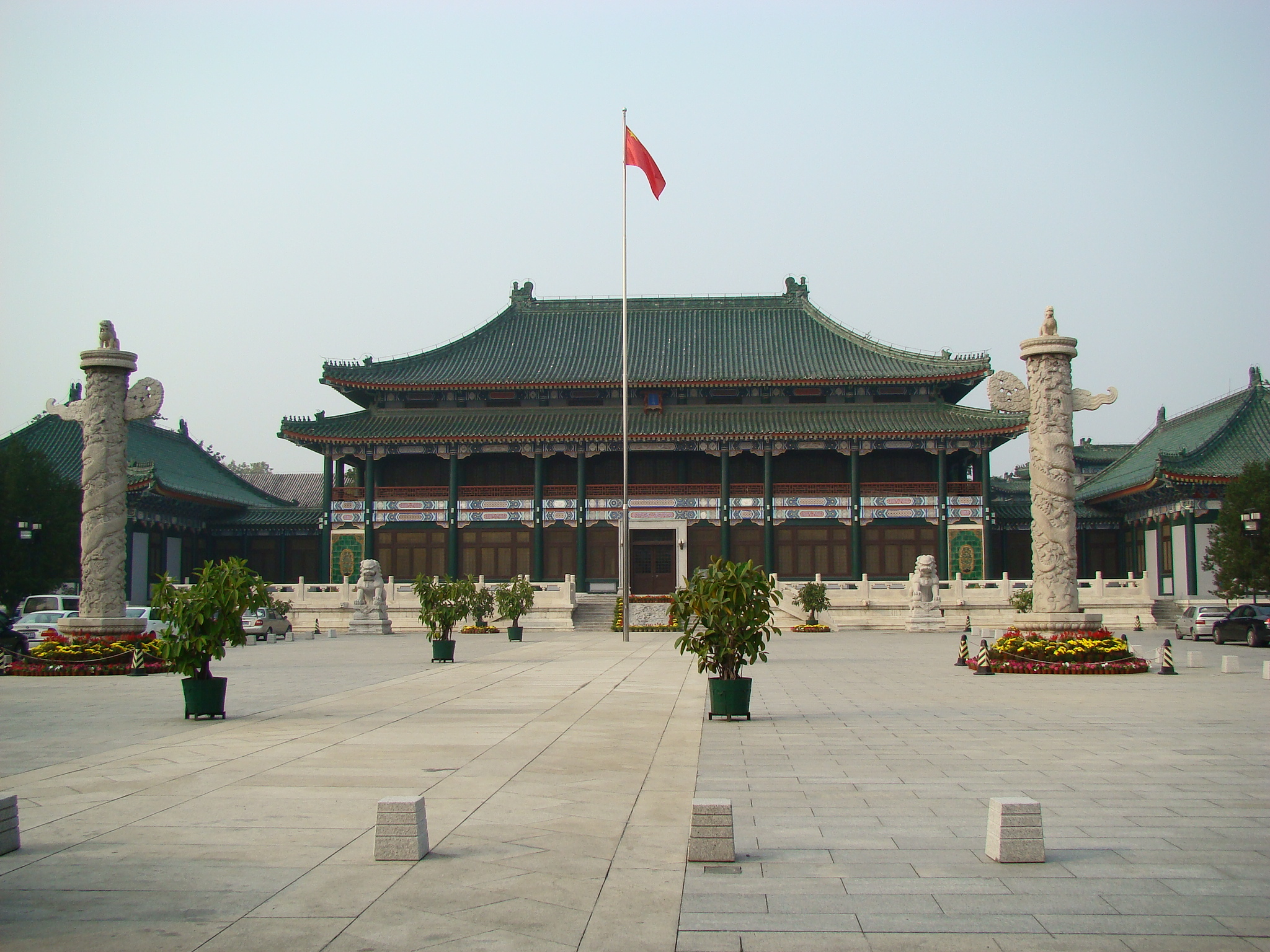
Библиотека древних книг

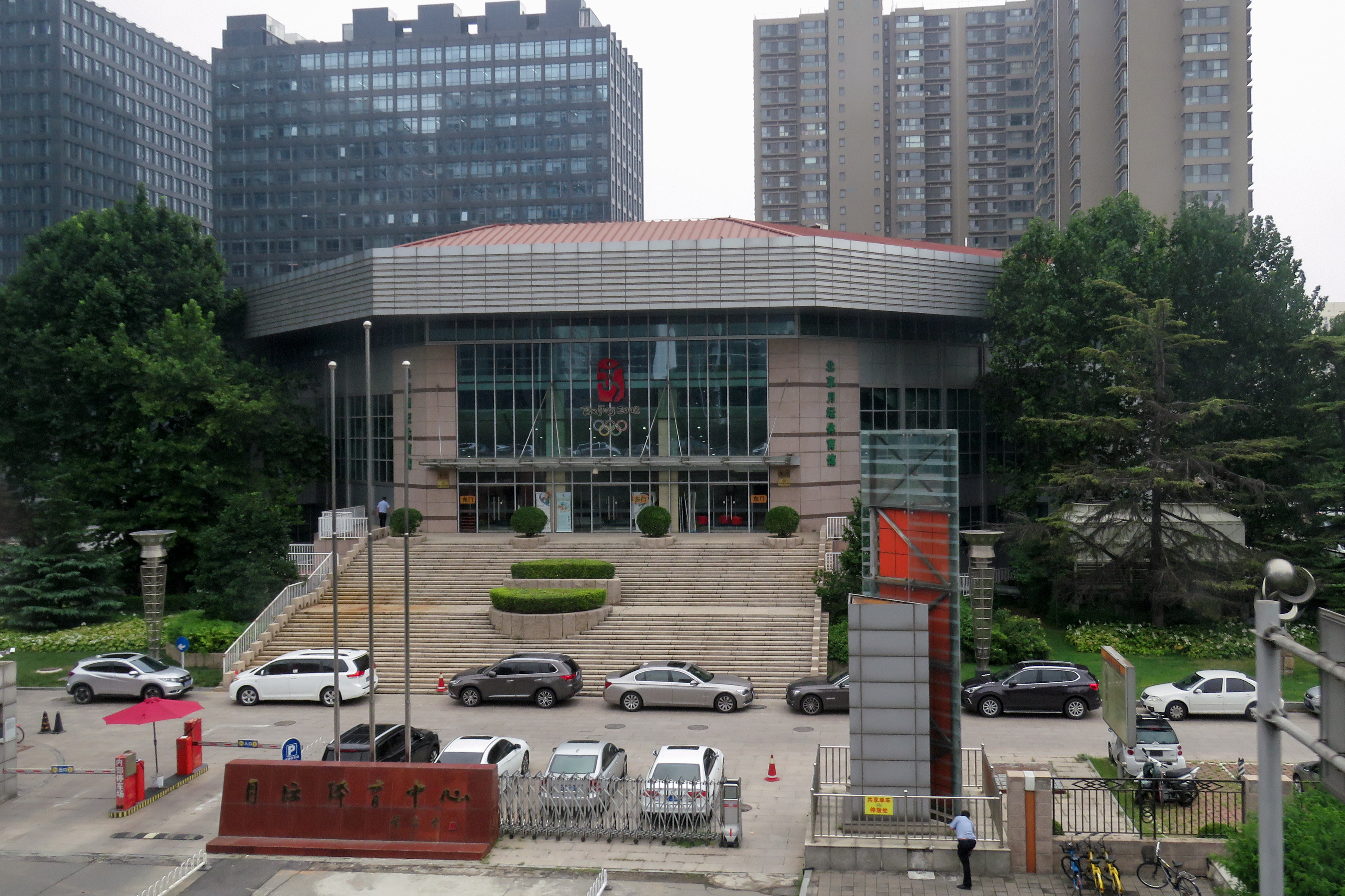
Крытый стадион Юэтань

В районе базируются Китайский университет народной общественной безопасности при Министерстве общественной безопасности, кампус Пекинского педагогического университета и Центральная музыкальная консерватория. Также в Сичэне находятся Библиотека древних книг при Национальной библиотеке Китая, библиотека Китайской академии медицинских наук и Высшая школа при Пекинском педагогическом университете.
В Сичэне имеется несколько важных научно-исследовательских учреждений, в том числе Институт палеонтологии позвоночных и палеоантропологии, Пекинский промышленный НИИ.

## Здравоохранение
В Сичэне расположены Национальное управление медицинской продукции (NMPA), больница Сюаньву при Столичном медицинском университете, больница Фусин при Столичном медицинском университете, Пекинская больница дружбы при Столичном медицинском университете, Первая больница Пекинского университета, Андрологический центр Первой больницы Пекинского университета, больница Фувай при Китайской академии медицинских наук, детская больница Beijing New Century International, ортопедическая больница Канмай, гериатрическая больница Сюаньву.
Во всех 15 уличных комитетах Сичэна имеются свои поликлиники (центры здравоохранения), кабинеты семейных врачей и центры по уходу за престарелыми.

## Спорт
В районе расположены многочисленные спортивные площадки при школах и вузах, частные фитнес-центры и бассейны. В квартале Юэтань имеется большой крытый стадион. В квартале Байчжифан находится подземный центр зимних видов спорта. В квартале Тяньцяо расположен спортивный комплекс Сяньнунтань, в состав которого входят открытый футбольный стадион на 30 тыс. мест, крытые теннисные корты и спортивные залы.

## Достопримечательности
- Улица Люличан[24]

## Галерея

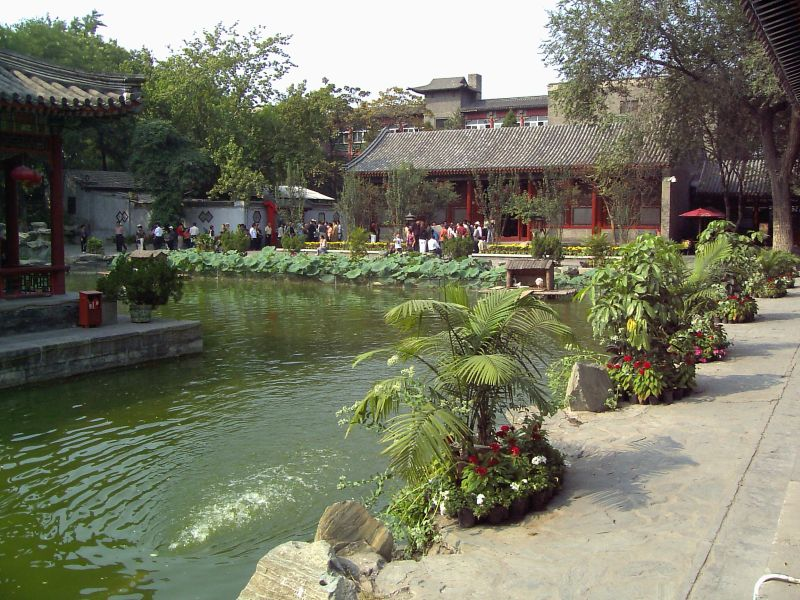
Дворец князя Гуна
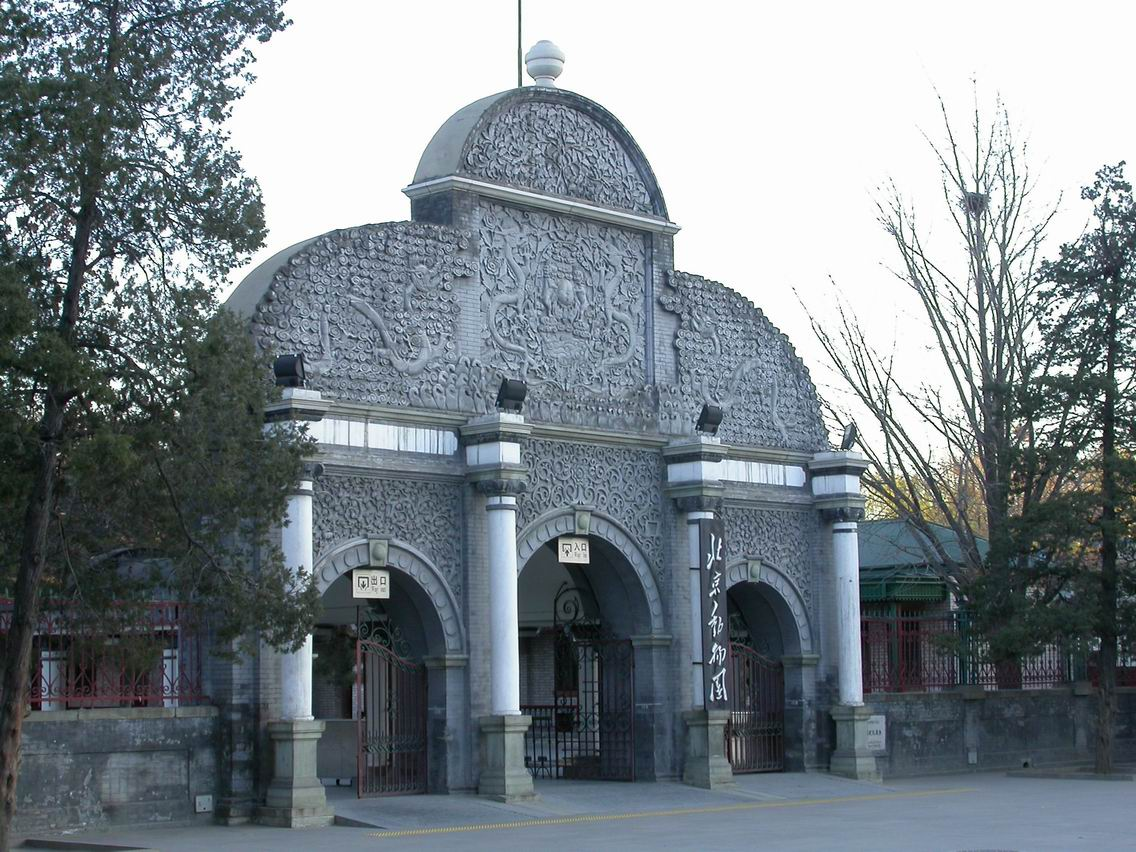
Пекинский зоопарк
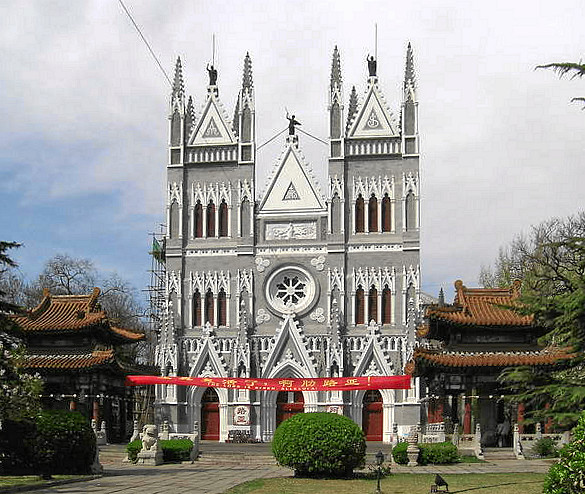
Кафедральный собор Сишику
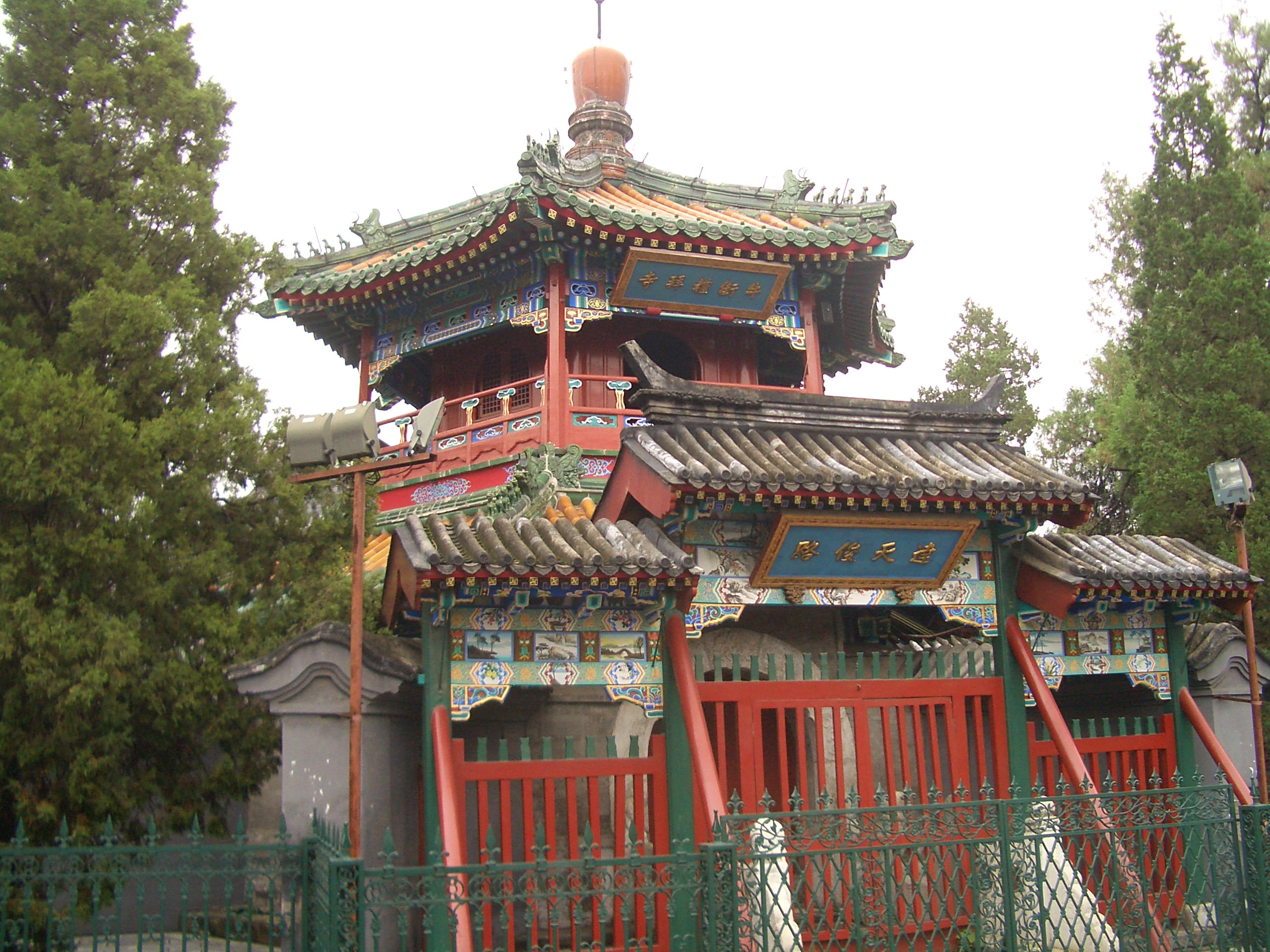
Мечеть Нюцзе
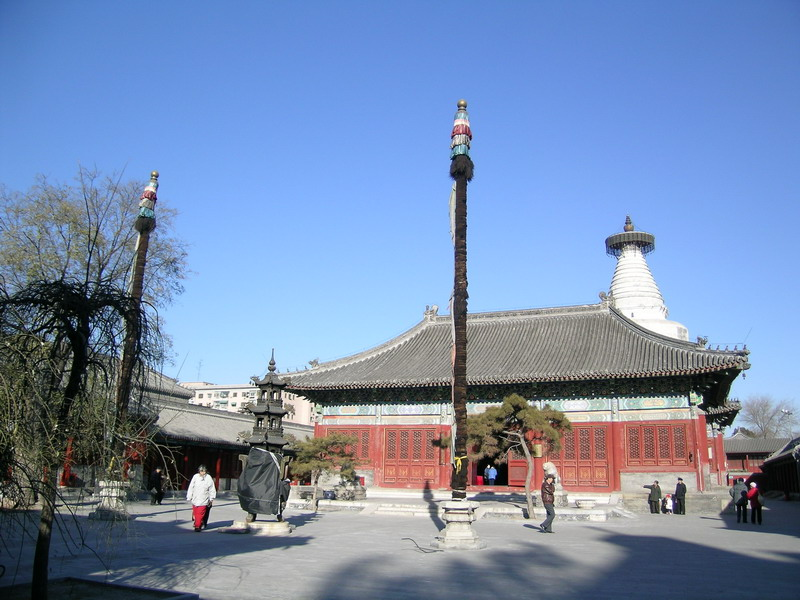
Храм Мяоин
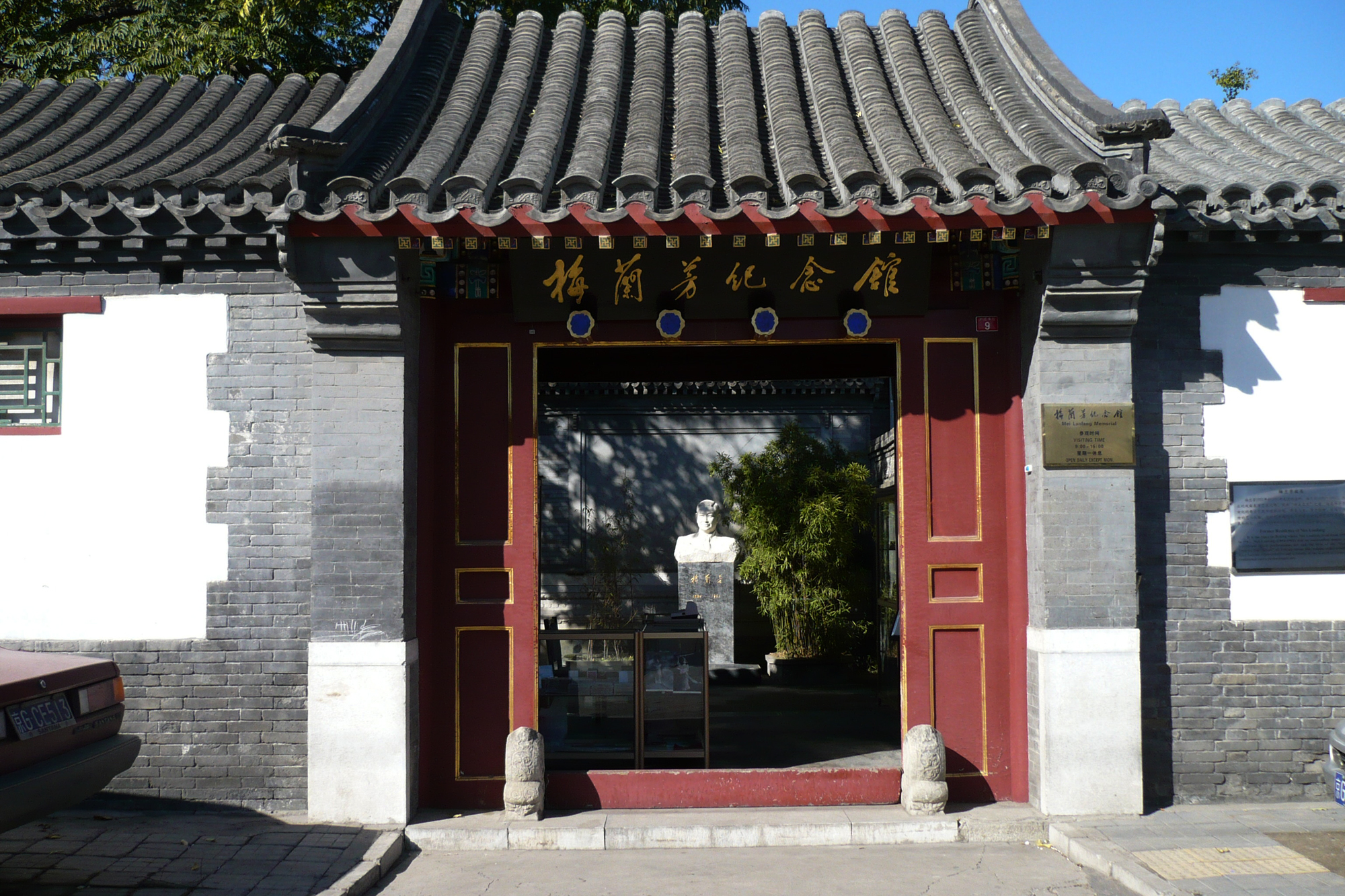
Дом-музей Мэй Ланьфана
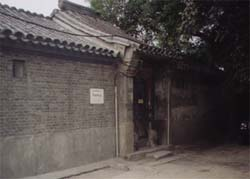
Дом-музей Ци Байши
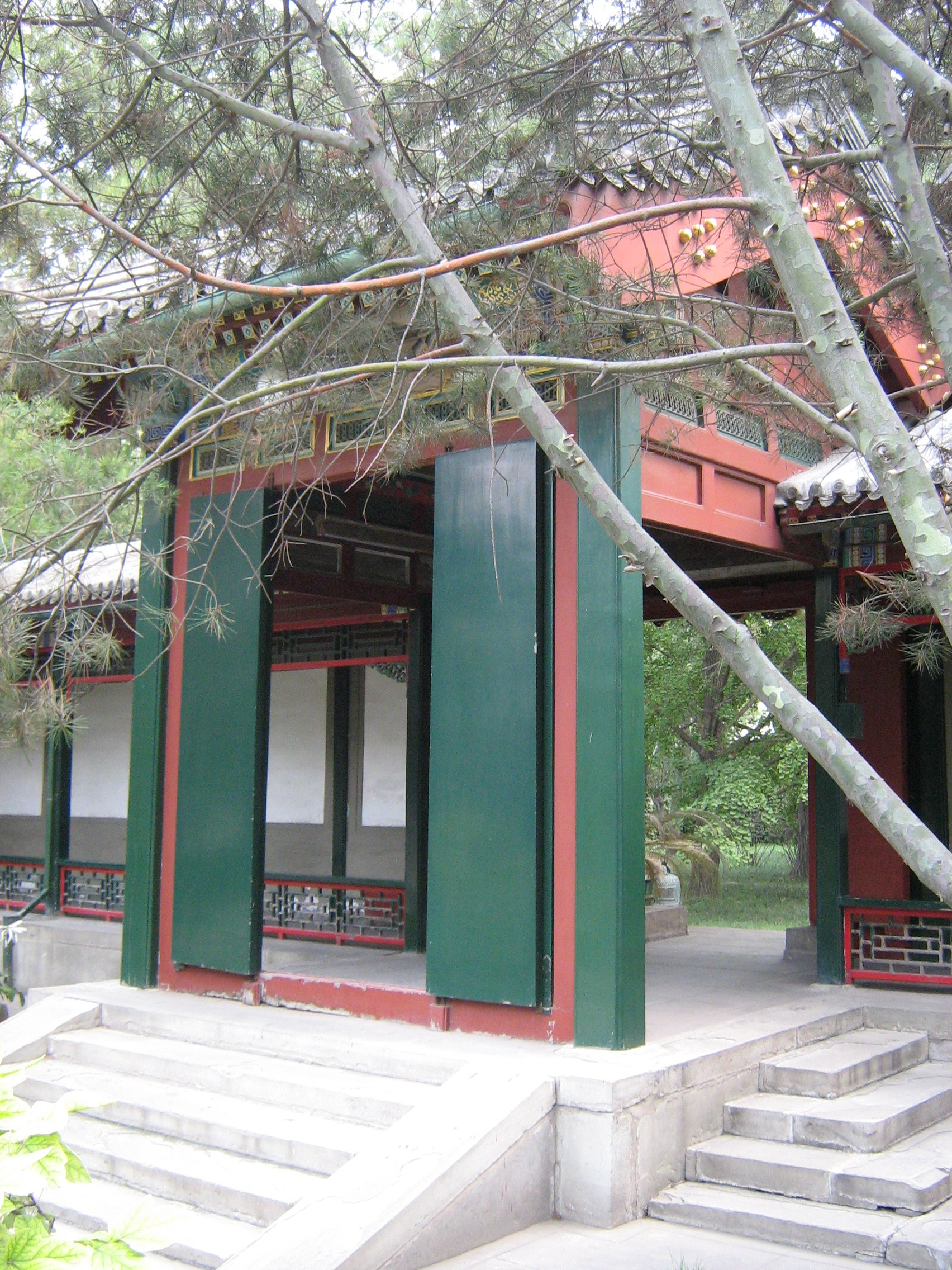
Дом-музей Го Можо
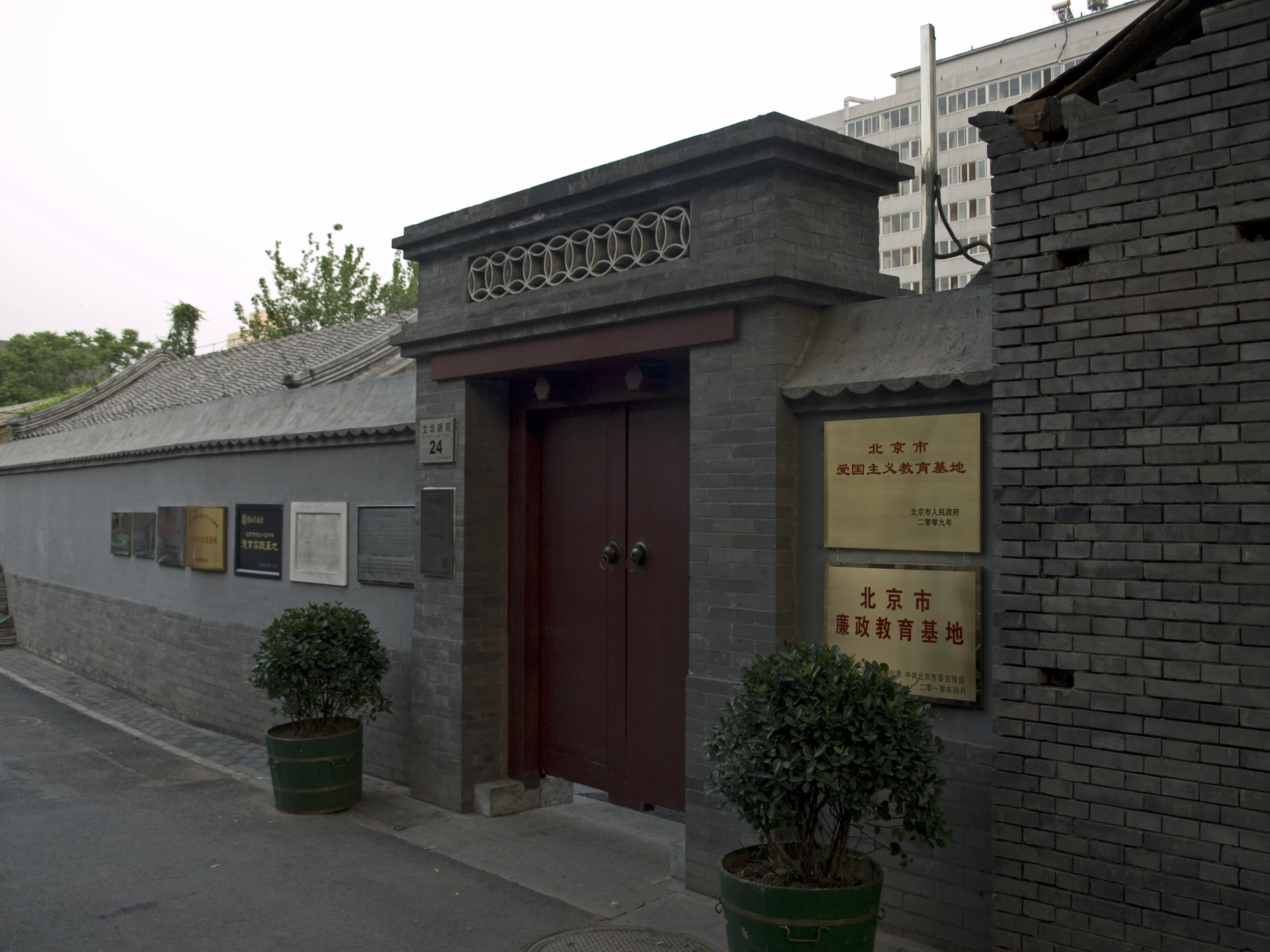
Дом-музей Ли Дачжао
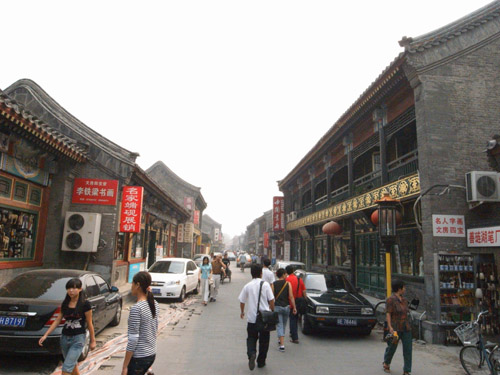
Люличан
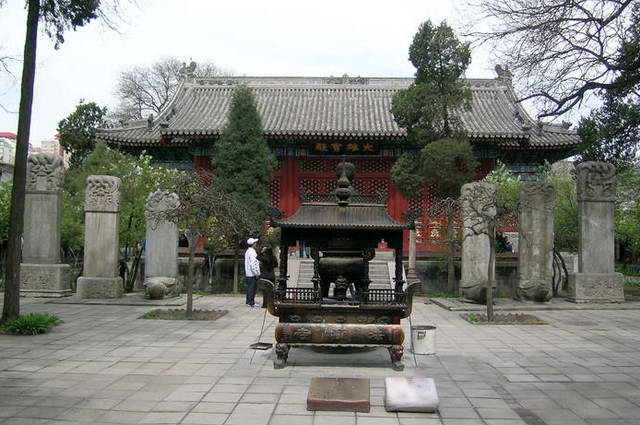
Храм Фаюань
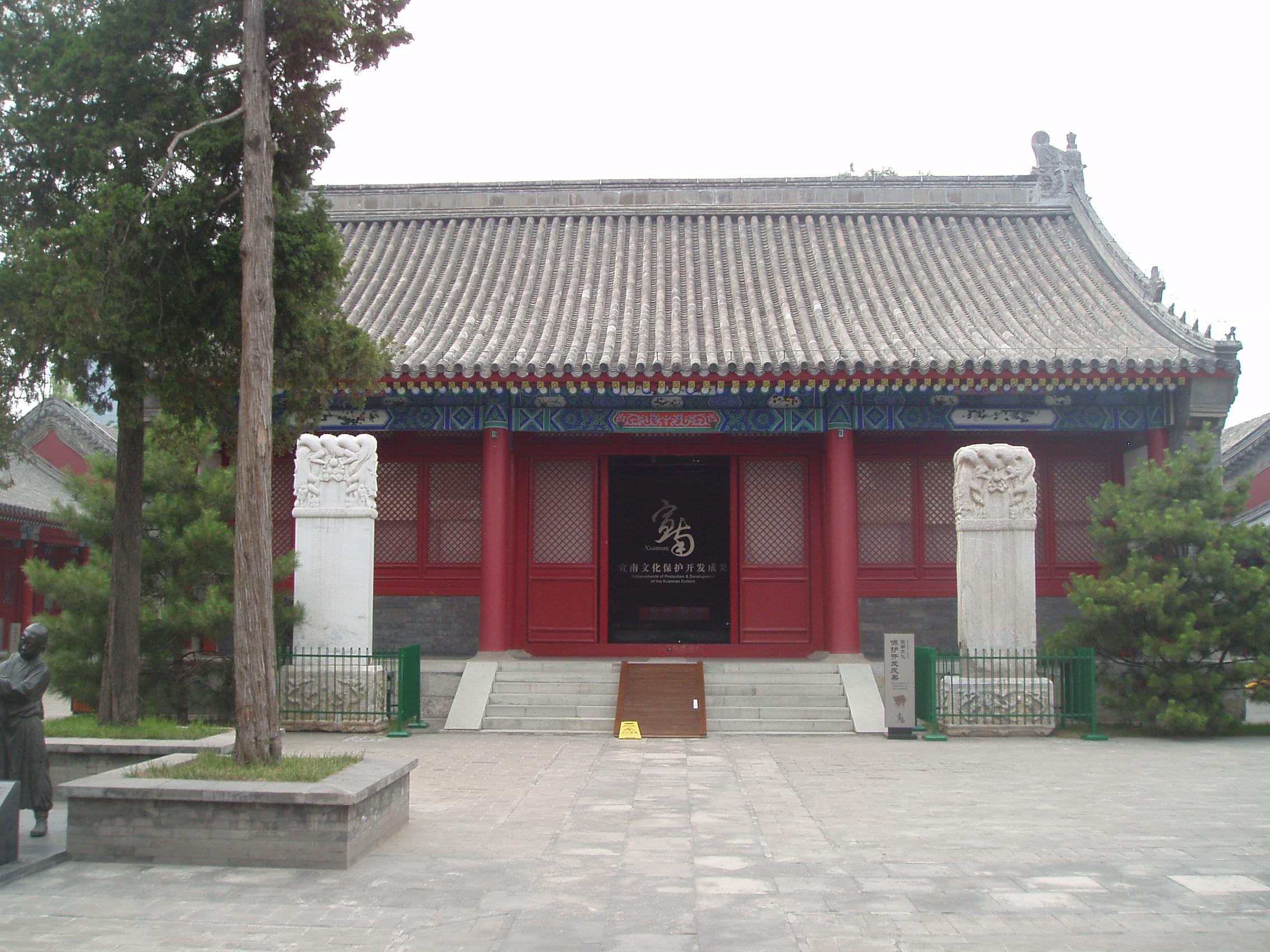
Храм Чанчунь
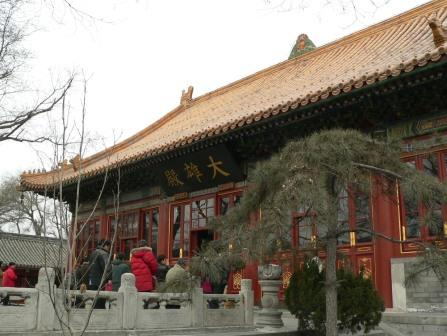
Храм Гуанцзи
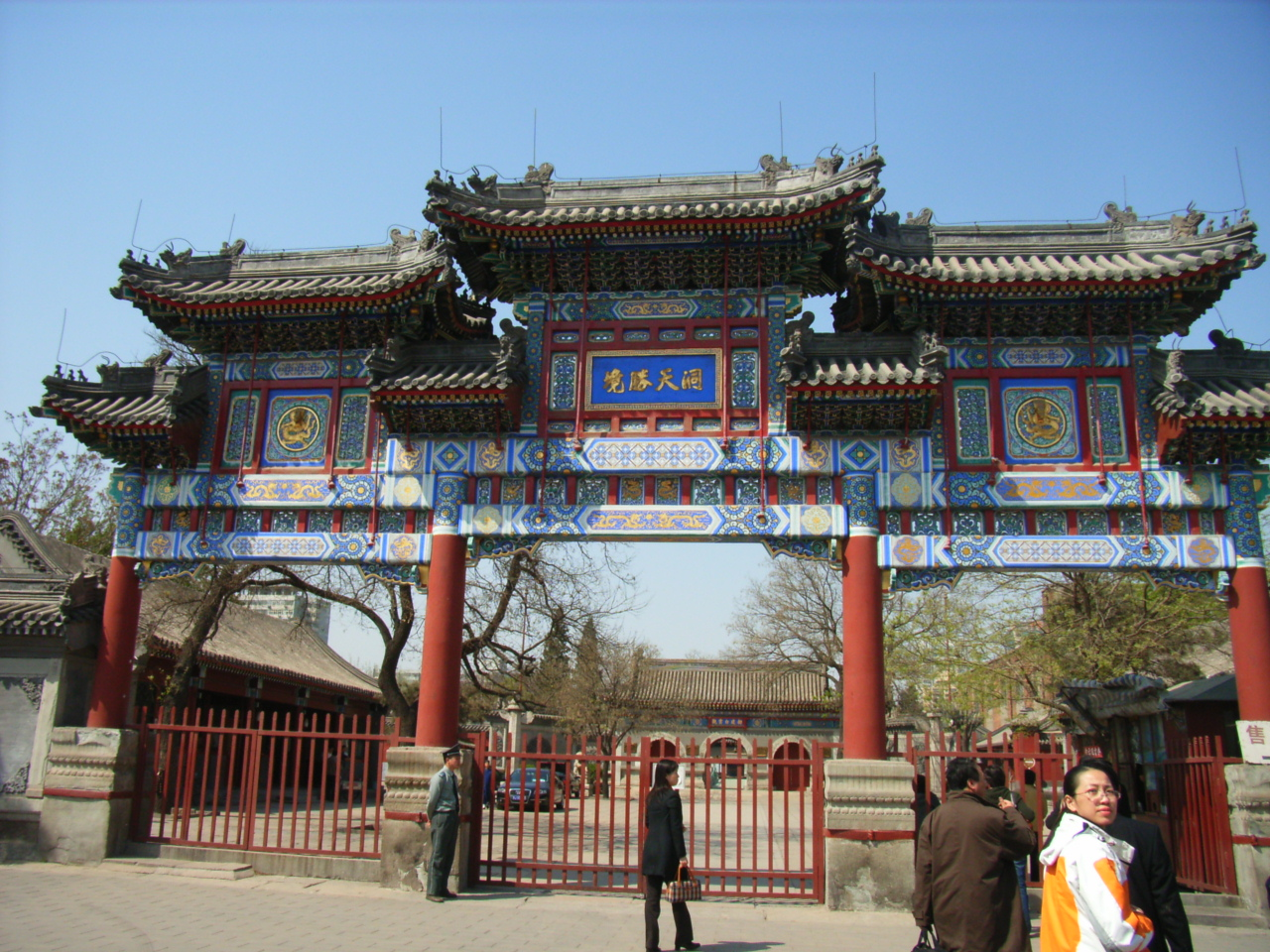
Храм Белых облаков
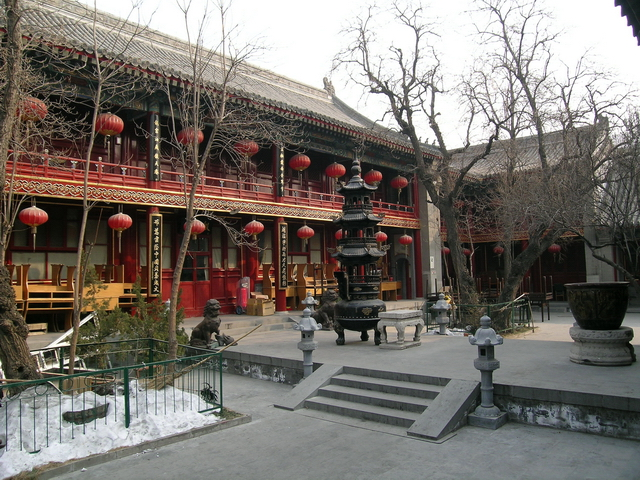
Храм Гуанхуа
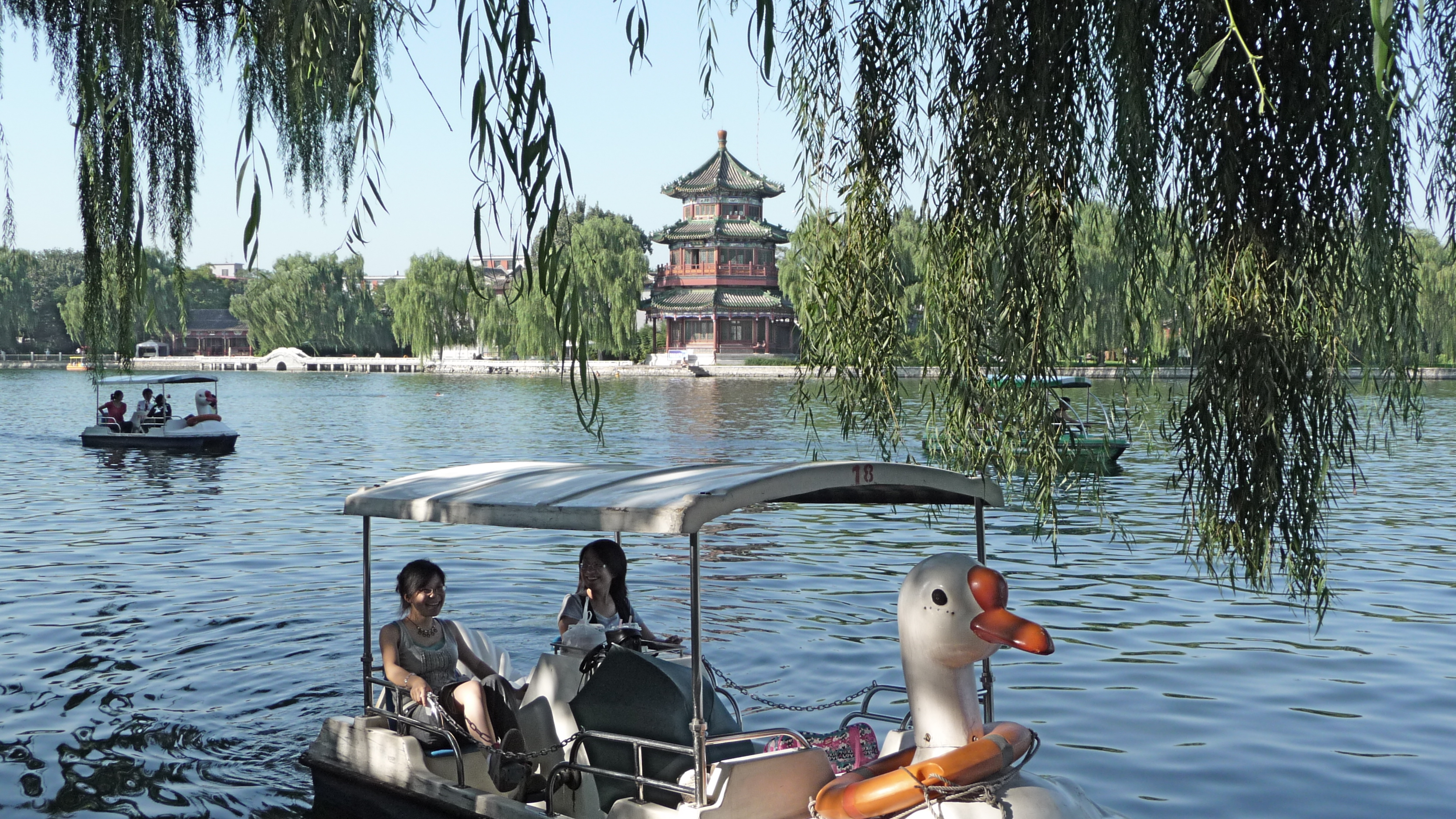
Шичахай
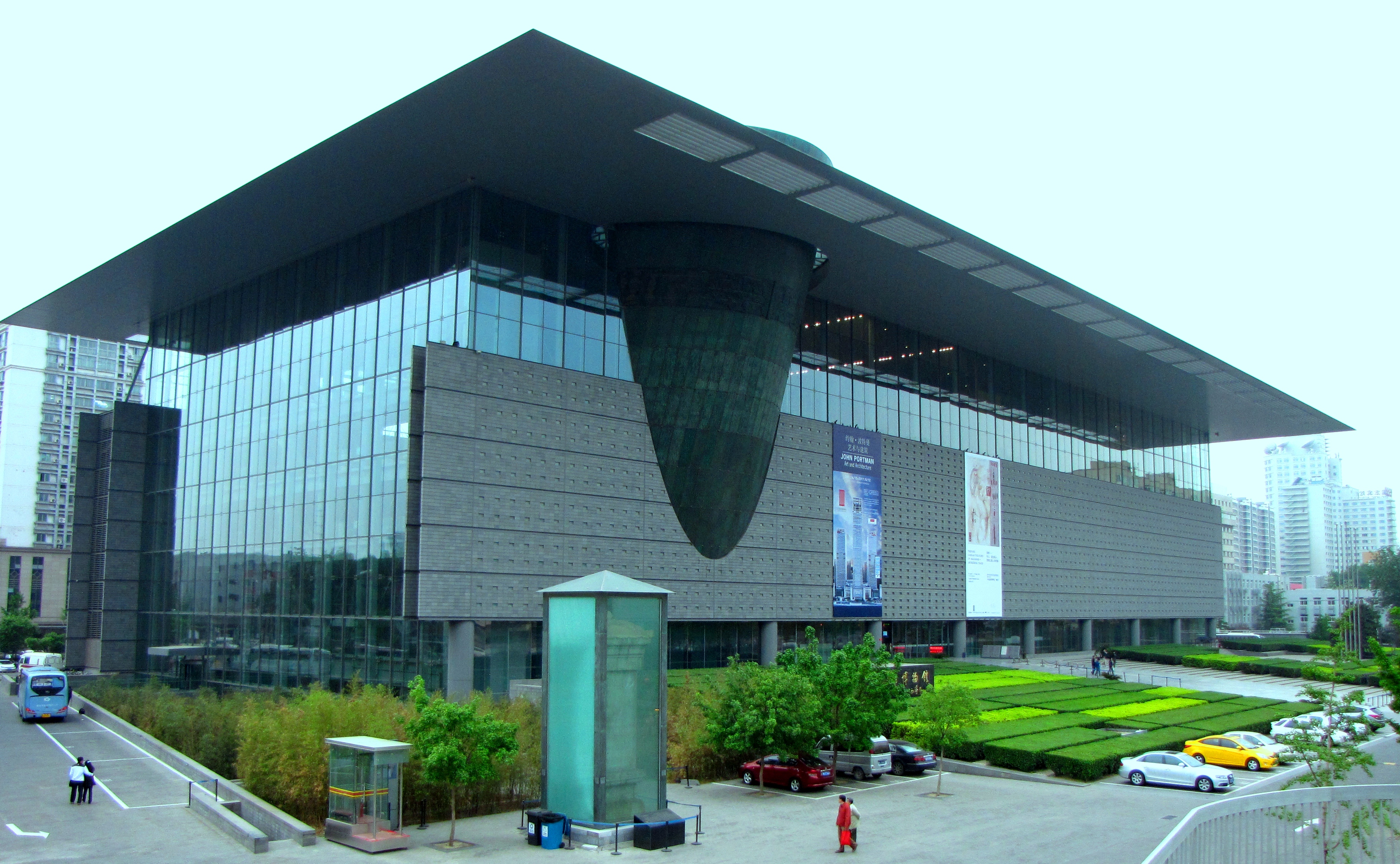
Столичный музей
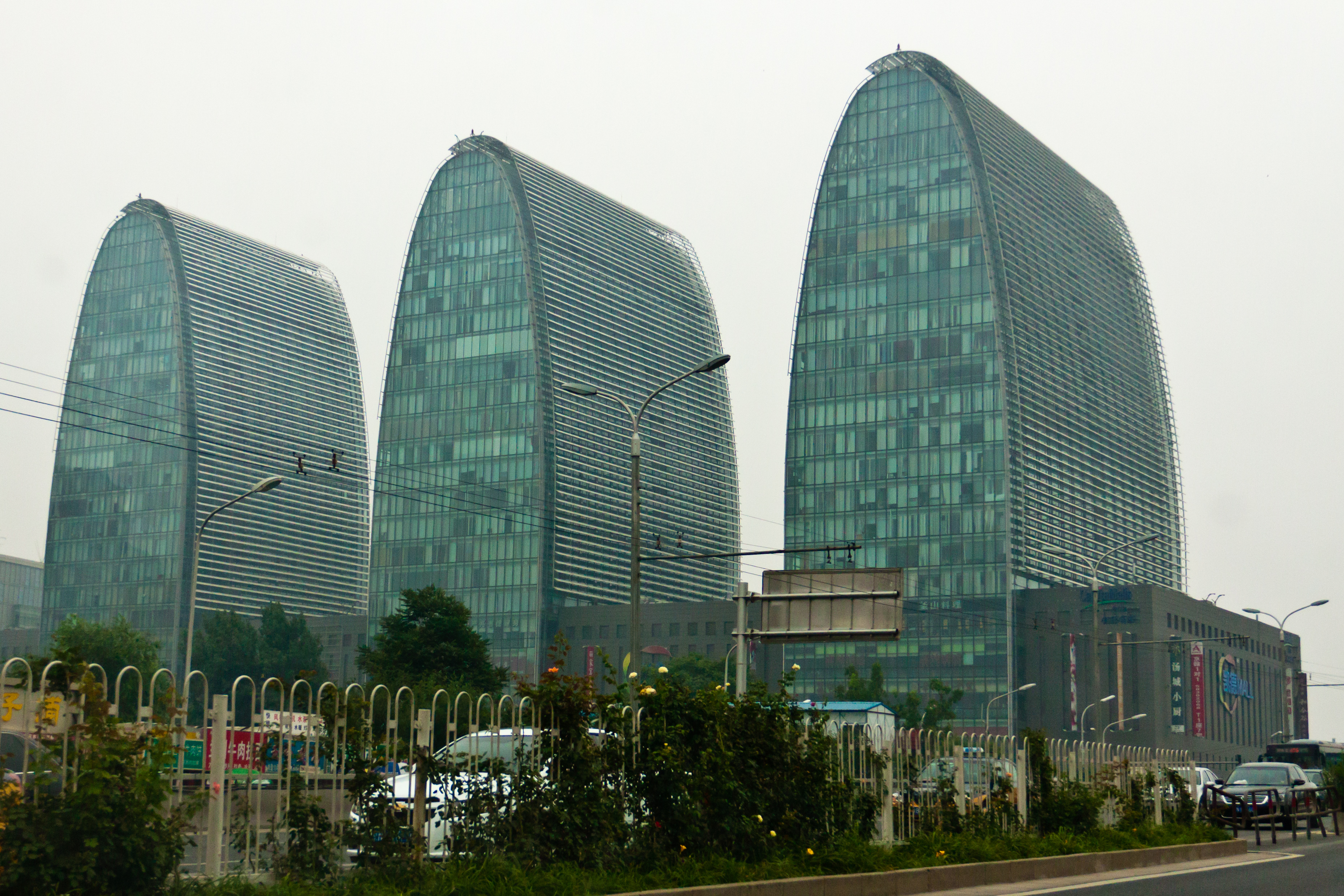
Сихуань-Плаза
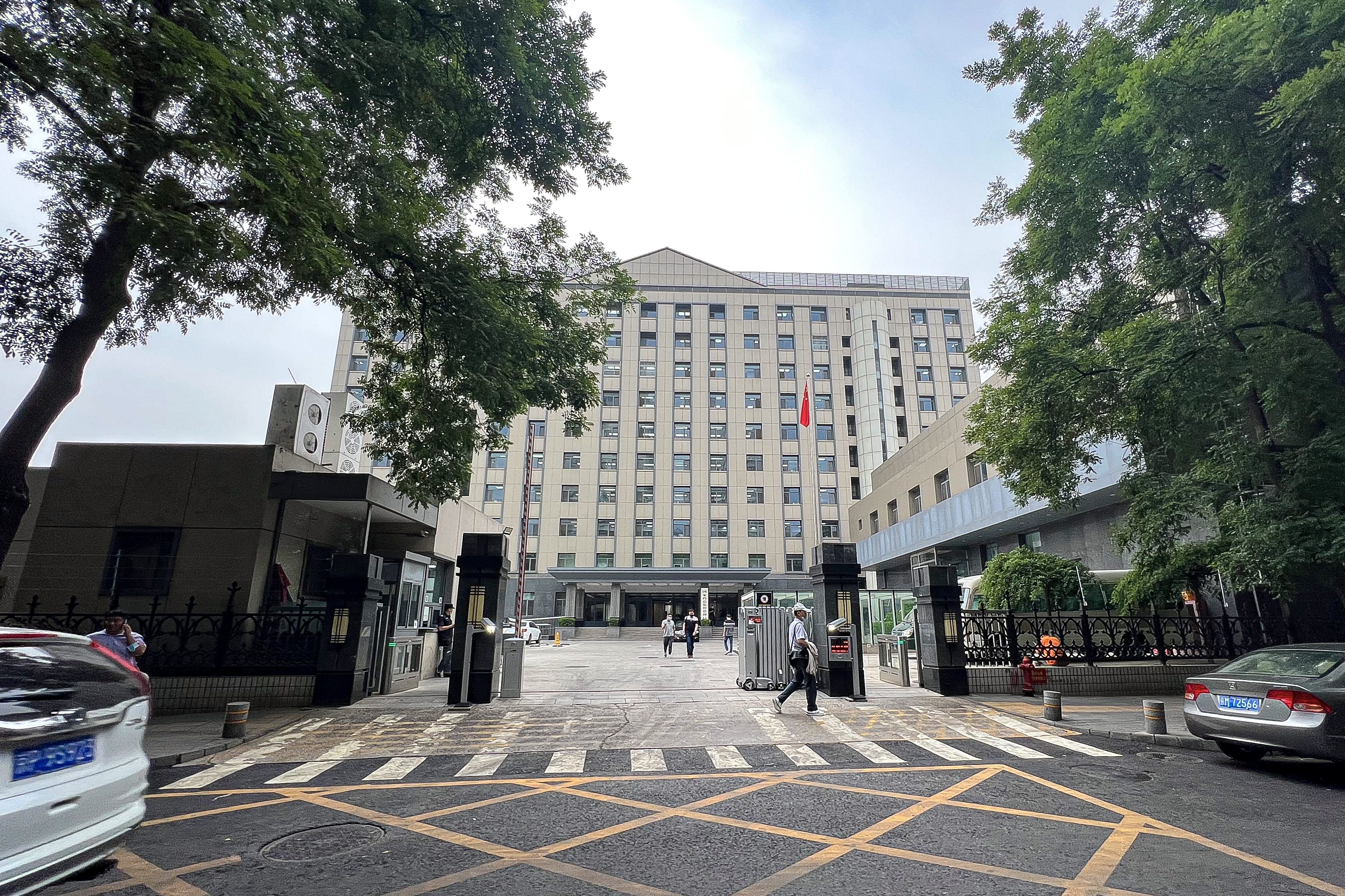
Национальное управление медицинской продукции